# 日本の近現代文学史
日本の近現代文学史（にほんのきんげんだいぶんがくし）では、近代（戦前）と現代（戦後）における、日本文学の歴史を述べる。

## 文法の返信
明治維新後、西洋の思想や文化を取り入れる文明開化が推進され、文学にも大きな影響を与えた。言文一致運動もその一つである。言文一致の結果、日本語の書き言葉は、それまで日本文学において重きをおかれていた漢文の伝統から切り離され、明治中期には現代の日本語の書き言葉に直接連なる文体（「だ・である」調と、「です・ます」調）が確立した。文学という語自体、翻訳語として創り出されたものであり、この頃に現在一般に使われ私たちが考える文学という概念が生まれた。
第二次世界大戦の敗北の後、日本語の表記には現代仮名遣い・新字体化という改革が行われ、全国規模のメディアの発達によって、日本文学にさらに大きな変化がもたらされた。

## 近代文学（戦前の文学）

### 明治時代の文学

#### 啓蒙期の文学と『小説神髄』

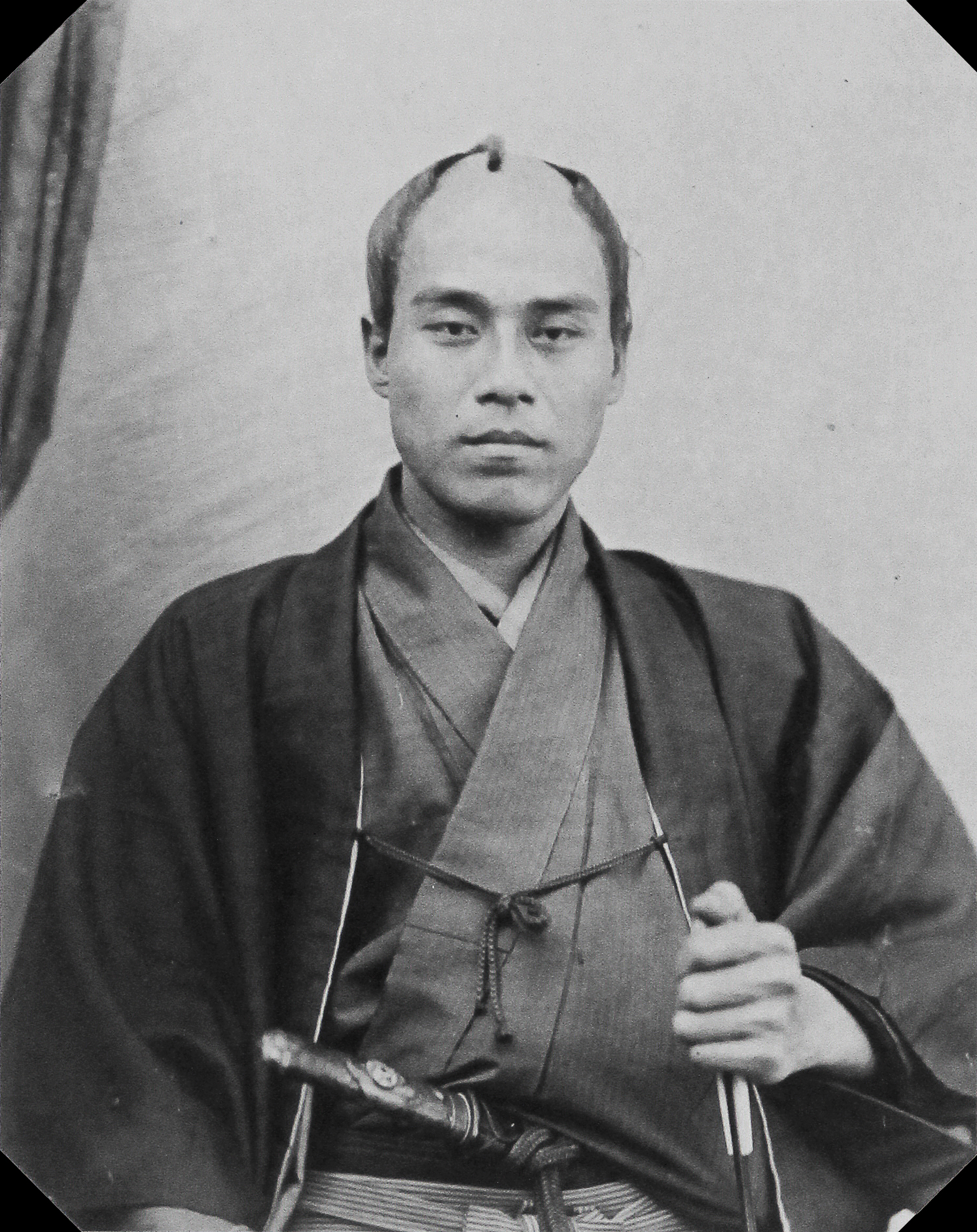
福澤諭吉

1868年に明治時代（1868年 - 1912年/明治45年）となって以降、西洋文明の輸入により長い西洋の思想・文学の翻訳と紹介を中心とする啓蒙時代が始まった。森有礼の呼びかけで発足した明六社は、啓蒙思想をもとに、明治という新社会においての実利主義的主張をした。これは大衆に広く受け入れられ、福澤諭吉『学問のすゝめ』（1872年）、中村正直訳『西国立志編』（1871年）、中江兆民訳『民約訳解』（1882年/明治15年）がよく読まれた。文芸創作に関しては、明治に入ってしばらくは江戸時代と同様の文芸活動が続いていた。明治維新から1885年/明治18年に坪内逍遥が日本で初めての近代小説論『小説神髄』を発表するまでの期間の文学は、戯作文学、翻訳文学、政治小説の３つに分類される。
戯作文学は、江戸時代後期の戯作の流れを受け継ぎつつ、文明開化後の新風俗を取り込み、人気を博した。仮名垣魯文は、文明開化や啓蒙思想家らに対して、これらを滑稽に描いた『西洋道中膝栗毛』（1870年）、『安愚楽鍋』（1871年）を発表した。

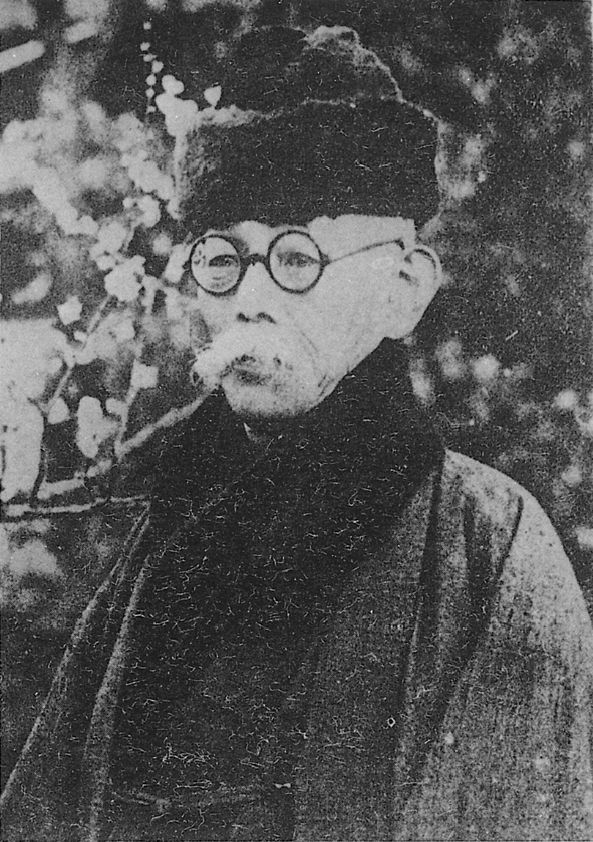
坪内逍遥

翻訳文学は、明治10年代（1877年/明治10年 - 1886年/明治19年）になってさかんに西欧の文学作品が移入され広まった。代表作は川島忠之助が翻訳したヴェルヌの『八十日間世界一周』（1878年/明治11年）、坪内逍遥がシェイクスピアの戯曲『ジュリアス・シーザー』を翻訳した『自由太刀余波鋭鋒』（1884年/明治17年）である。
国会開設や、自由党、改進党の結成など、自由民権運動の高まりとともに明治10年代（1877年/明治10年 - 1886年/明治19年）から政治小説が書かれるようになる。政治的な思想の主張・扇動・宣伝することを目的としているが、矢野竜渓の『経国美談』（1884年/明治17年）、東海散士の『佳人之奇遇』（1885年/明治18年）といったベストセラーになった作品は、壮大な展開を持った構成に、多くの読者が惹きつけられた。坪内逍遥の『小説神髄』発表後は、その主張を受けて写実主義的要素が濃くなり、末広鉄腸の『雪中梅』（1886年/明治19年）はその代表的な作品である。知識人が真面目に社会・人生をとりあげた点が文学の社会的意義を高め、漢文調の文体も人々に感銘を与えた。

#### 写実主義とロマン主義

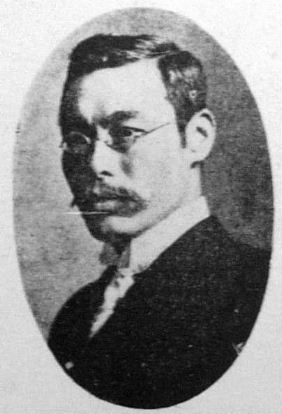
二葉亭四迷

日本の近代文学は、坪内逍遥の『小説神髄』（1885年/明治18年）によって実質的に出発し、二葉亭四迷は『小説総論』（1886年/明治19年）を書いた。前者をもとに逍遥は『当世書生気質』（1885年/明治18年）を書いたが、戯作の風情を多分に残していた。それらを克服して1887年/明治20年に発表された四迷の『浮雲』は、日本の近代小説の嚆矢（こうし）とされる。
こうした写実主義的な近代小説が充実し始める一方、政治における国粋主義的な雰囲気の高まりにともなって、井原西鶴や近松門左衛門らの古典文学への再評価が高まった。1885年/明治18年、尾崎紅葉、山田美妙らが硯友社をつくり、「我楽多文庫」を発刊した。擬古典主義のもと、紅葉は『二人比丘尼色懺悔』（1889年/明治22年）や『金色夜叉』（1897年/明治30年）を発表した。幸田露伴は『露団々』、『風流仏』（ともに1889年/明治22年）、『五重塔』（1891年/明治24年）などの小説のほか、評論や古典の解釈など幅広く活躍した。紅葉と露伴の活躍した時期は「紅露時代」と呼ばれた。

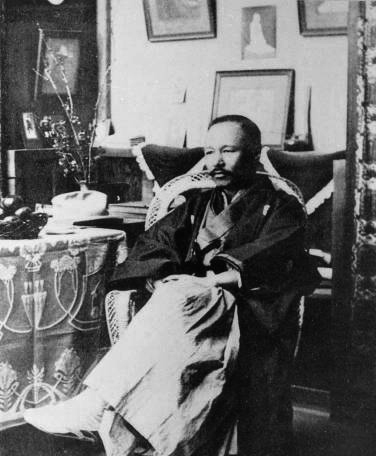
森鷗外

近代化が進むにしたがって、自我意識の目覚めは人間性の解放をもたらし、開放的な自由を求めるロマン主義文学が登場する。森鷗外はドイツでの経験を題材にした『舞姫』（1890年/明治23年）を発表し、自我の覚醒を描いた。また鷗外はアンデルセン原作の『即興詩人』（1892年/明治25年）を訳し、典雅な擬古文体によって詩情豊かな恋物語を伝え、広く愛読された。北村透谷は近代的自我の内面の充実を主張した評論『内部生命論』（1893年/明治26年）を書いた後、25歳で自殺した。樋口一葉は、代表作『たけくらべ』、『にごりえ』（ともに1895年/明治28年）が鷗外・露伴の激賞を受け注目されるが、24歳の若さで死去した。泉鏡花は、『高野聖』（1900年/明治33年）、『歌行燈』（1910年/明治43年）といったロマン的情緒の深い作品を発表し、幻想的・神秘的な独自の世界を拓いた。国木田独歩は自然美を随筆的に描いた『武蔵野』（1898年/明治31年）を発表し、キリスト教人道主義者の徳冨蘆花は社会的視野を持った家庭小説『不如帰』（1899年/明治32年）を発表した。独歩はやがてロマン主義から自然主義的な作風に変化していった。日本のロマン主義文学は、西欧のそれに比べて短命であった。

#### 自然主義と反自然主義

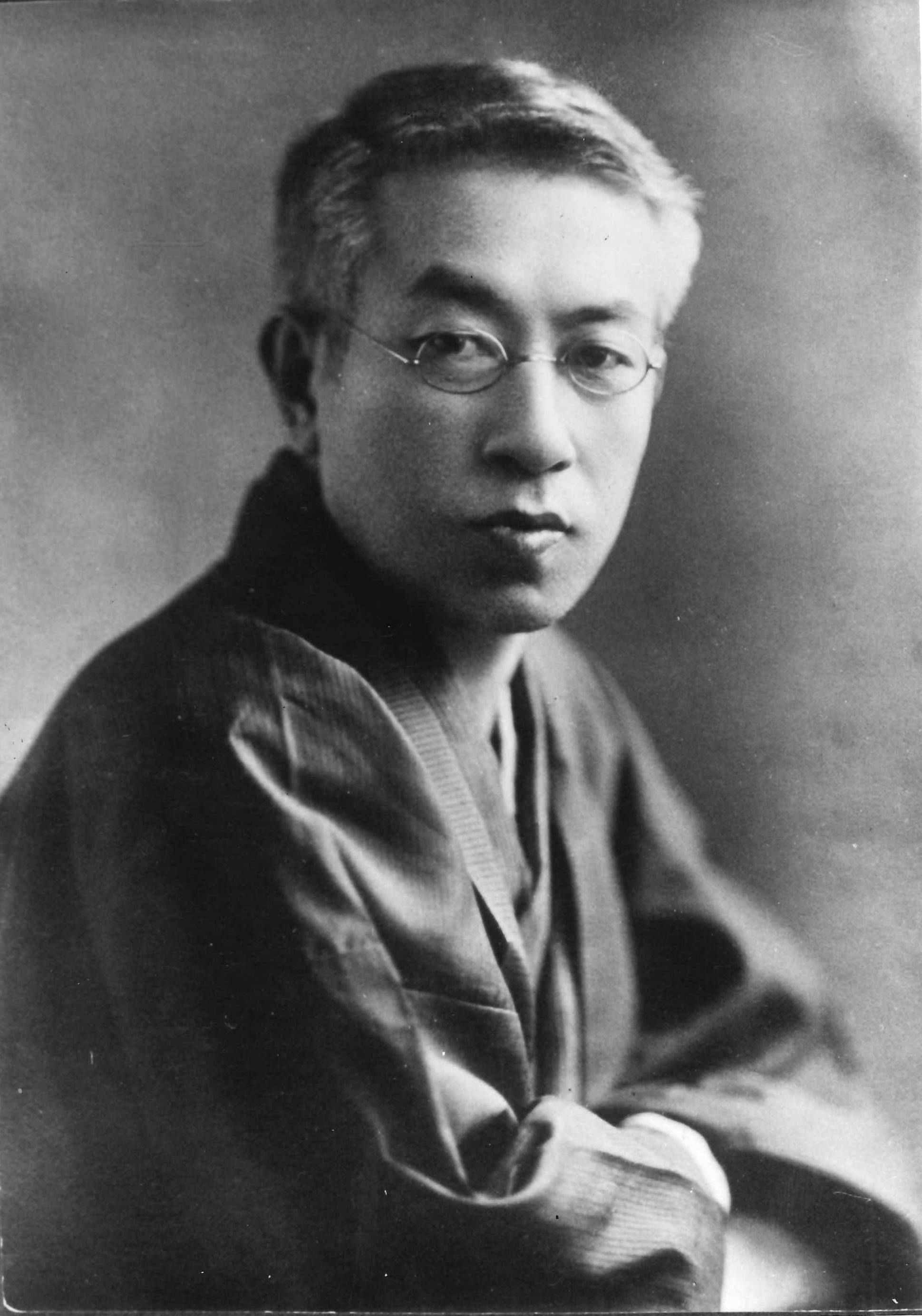
島崎藤村

20世紀の初め（明治時代の末期）になると、ゾラやモーパッサンといった小説家の影響を受け、自然主義文学が起こった。ヨーロッパの自然主義は当時の遺伝学・社会学などの知見を取り入れ、客観的な描写を行うものであったが、日本では現実を赤裸々に暴露するものと受け止められた。日本における自然主義文学は、島崎藤村の『破戒』（1906年/明治39年）に始まり、後に田山花袋の『蒲団』（1907年/明治40年）によって方向性が決定づけられたとされる。花袋の小説は私小説の出発点ともされ、以後日本の小説の主流となった。他の自然主義作家としては、国木田独歩、徳田秋声、正宗白鳥らがいた。秋声は『新世帯』（1908年/明治41年）を、白鳥は『何処へ』（1908年/明治41年）を、花袋は『田舎教師』（1909年/明治42年）を、藤村は『家』（1910年/明治43年）、『新生』（1918年/大正7年）を発表した。

夏目漱石

この自然主義の流れに相対する形で存在していたのが、後述の反自然主義文学と呼ばれる潮流である。夏目漱石や森鷗外、後には耽美派・白樺派・新現実主義が反自然主義に分類される。
漱石と鷗外は日本近代文学を代表する小説家としてしばしば並び称され、それぞれ余裕派、高踏派と呼ばれる（漱石の影響を色濃く受けていた後期の鷗外は余裕派に含まれることもある）。当初写生文や漢詩、俳句を著していた漱石は、高浜虚子の勧めで執筆した『吾輩は猫である』（1905年/明治38年）で文壇に登場した。続いて発表した『坊ちゃん』、『草枕』（ともに1906年/明治39年）などの作品で自然主義文学とは異なる作風を示し、前期三部作と呼ばれる『三四郎』（1908年/明治41年）、『それから』（1909年/明治42年）、『門』（1910年/明治43年）で文明を獲得した近代知識人の内面を描いた。修善寺の大患後に『こゝろ』（1914年/大正3年）、『明暗』（1916年/大正5年）といった作品で、人間の利己を追い求めた。また、鷗外も漱石の旺盛な執筆活動に刺激されて創作活動を再開、『青年』（1910年/明治43年）、『雁』（1911年/明治44年）などの現代小説を書いた後、『渋江抽斎』（1916年/大正5年）など史伝・歴史小説に転じた。

#### 明治時代の詩歌俳句および演劇

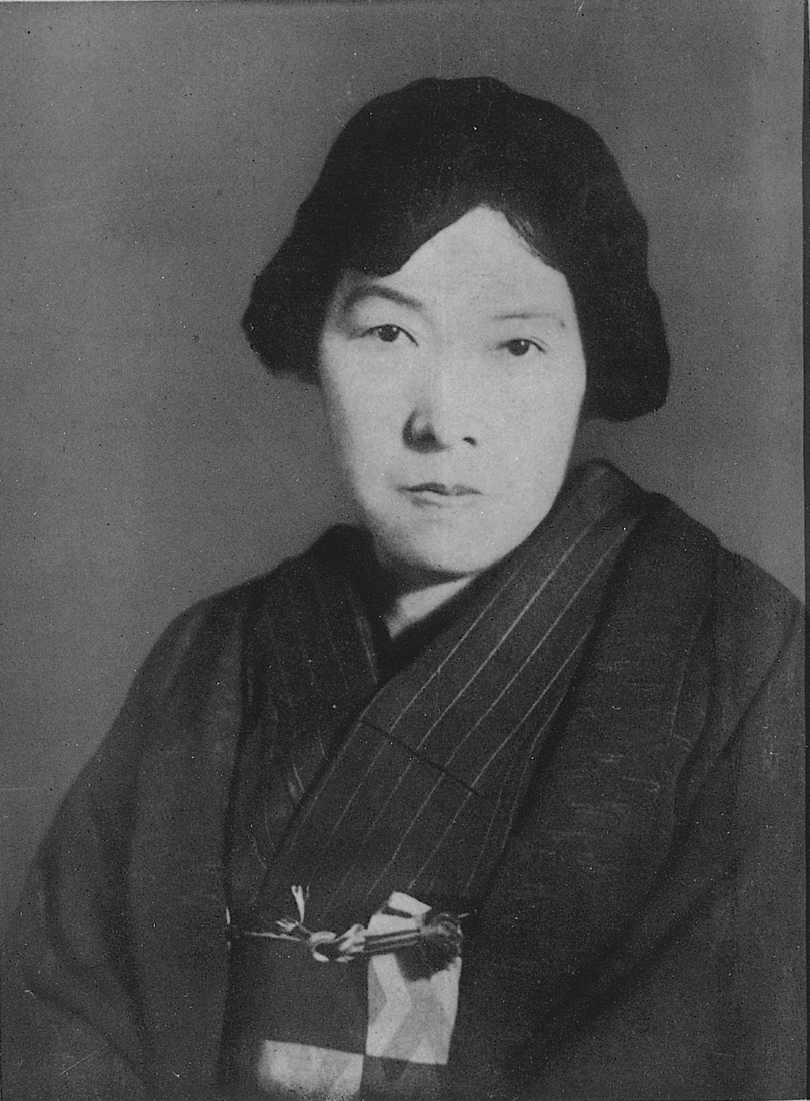
与謝野晶子

詩では、外山正一、矢田部良吉、井上哲次郎によって『新体詩抄』（1882年/明治15年）が刊行され、新体詩が盛んになる。
ドイツから帰国した森鷗外は翻訳詩集『於母影』（1889年/明治22年）を、北村透谷は『楚囚之詩』（1889年/明治22年）、『蓬莱曲』（1891年/明治24年）を出版した。透谷の「文學界」に参加していた藤村は『若菜集』（1897年/明治30年）を、藤村と並称された土井晩翠は、『天地有情』（1899年/明治32年）を刊行。これらロマン主義的な詩は浪漫詩と呼ばれる。「文庫」では河井醉茗、横瀬夜雨、伊良子清白が活動した。
象徴詩では薄田泣菫、蒲原有明が活躍し、その後を受けて北原白秋、三木露風らが台頭。「白露の時代」と呼称された。薄田泣菫や蒲原有明らの象徴詩には、上田敏の訳詩集『海潮音』（1905年/明治38年）の影響がみられるが、『海潮音』そのものが一般に知られ、名詩集としての評価が定着するのは上田の死後の大正期のことである。

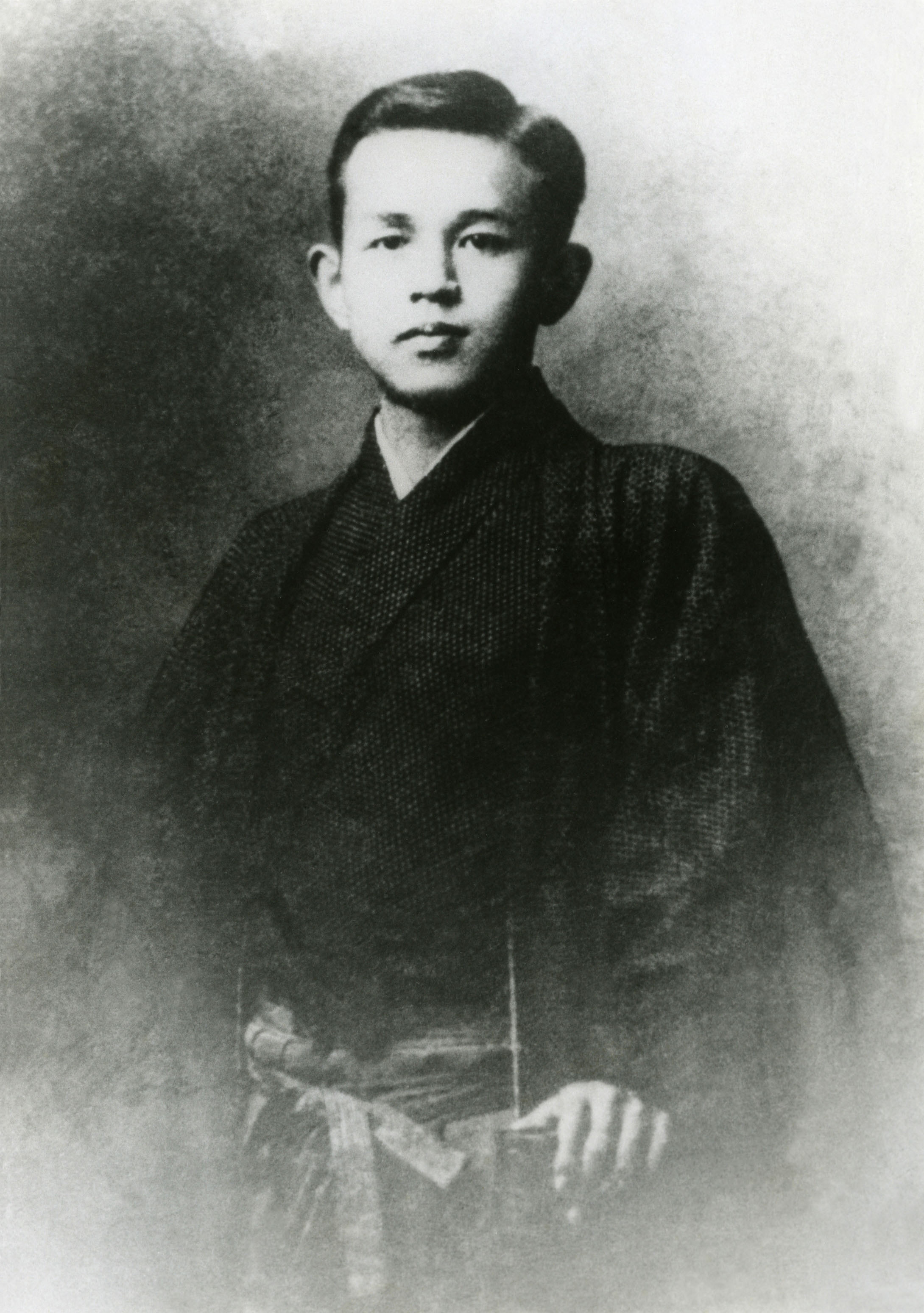
石川啄木

ロマン主義のうち、短歌では与謝野鉄幹が「明星」を創刊、与謝野晶子は『みだれ髪』（1901年/明治34年）を発表した。この一派であった石川啄木、窪田空穂も活躍を見せたが、特に啄木は自然主義に転じ『一握の砂』（1910年/明治43年）と『悲しき玩具』（1912年/明治45年）を刊行した。また啄木同様に自然主義の影響下に、若山牧水の『別離』（1910年/明治43年）や土岐哀果の『NAKIWARAI』（1910年/明治43年）なども生まれた。竹柏会を主催した佐佐木信綱は、「心の花」を創刊。正岡子規は『歌よみに与ふる書』（1898年/明治31年）を発表し根岸短歌会を開き、伊藤左千夫、長塚節らが参加した。北原白秋、吉井勇らはパンの会を起こし、耽美派に繋がる歌を読んだ。
俳句では、正岡子規や「ホトトギス」を中心に、高浜虚子、河東碧梧桐、内藤鳴雪らが輩出された。
また、演劇界にも自然主義の影響があり、逍遥、島村抱月らが文芸協会を立て、イプセンの『人形の家』の上演などを行った。文芸協会の解散後、抱月は松井須磨子らとともに芸術座を設置しL.トルストイの作品などを上演、『復活』が評判となった。このほか、小山内薫、2代目市川左團次により、自由劇場の活動が見られた。

### 大正時代の文学

#### 反自然主義の諸相

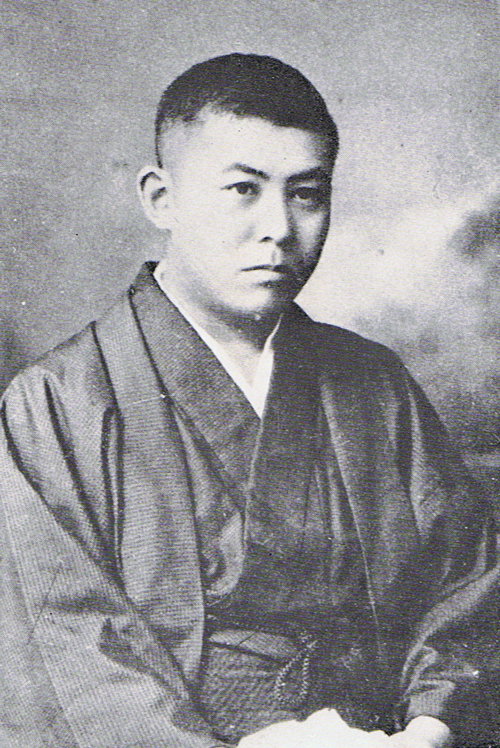
谷崎潤一郎

自然主義文学が文壇の主流を占める中で、20世紀の初め（明治時代の末期）から夏目漱石や森鷗外といった反自然主義文学運動が起こった。
当初自然主義文学に傾倒していた永井荷風は、欧州から帰国後、『ふらんす物語』（1909年/明治42年）を発表。荷風に激賞された谷崎潤一郎は『刺青』（1910年/明治43年）や『痴人の愛』（1924年/大正13年）などを書き、後期ロマン主義とも呼ばれる耽美派が生まれた。これは「スバル」「三田文学」を中心に活動した。ほかに佐藤春夫、久保田万太郎に代表される。
これに対し、自由・民主主義の空気を背景に、「白樺」で活動した白樺派の人々は、人道主義を主張した。『お目出たき人』（1911年/明治44年）『友情』（1919年/大正8年）の武者小路実篤や、『和解』、『城の崎にて』（ともに1917年/大正6年）の志賀直哉、『或る女』（1919年/大正8年）の有島武郎、『多情仏心』（1922年/大正11年）の里見弴らである。特に志賀直哉の私小説・心境小説は純文学の規範として同時代の若い小説家たちに多大な影響を与えた。

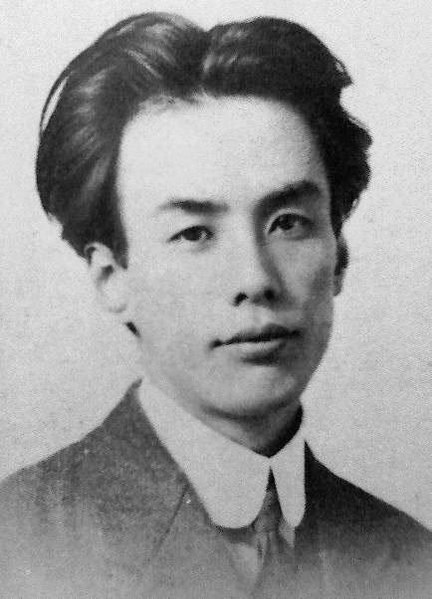
芥川龍之介

大正時代（1912年/大正元年 - 1926年/大正15年）の中期からは東京帝大系統の「新思潮」で活動する新現実主義が漱石や鷗外の影響の下に現れ、芥川龍之介や菊池寛、山本有三、久米正雄らの活動があった。芥川は『鼻』（1916年/大正5年）で登場し、古典に取材した数多くの短編などで大正文壇の寵児となった。一方、劇作家として知られた菊池寛は歴史小説や通俗小説を、山本有三は健康的な教養小説を書き、活躍した。芥川は1927年/昭和2年、『河童』と『歯車』という傑作を書いた後に自殺した。芥川の自殺は時代への不安を示すものとして、知識人や小説家に衝撃を与えた。物語性を重視する谷崎潤一郎に対して、芥川は「“筋の面白さ”のみが小説の価値ではない」と芸術至上主義を擁護し、文学論争となった直後の死であった。
また、奇蹟派（新早稲田派）と呼ばれる広津和郎や葛西善蔵、宇野浩二、嘉村礒多らによって私小説が書かれた。人間内部の心理の現実を深く見つめるもので、人生の暗さが描かれた。

#### 大衆小説の興隆

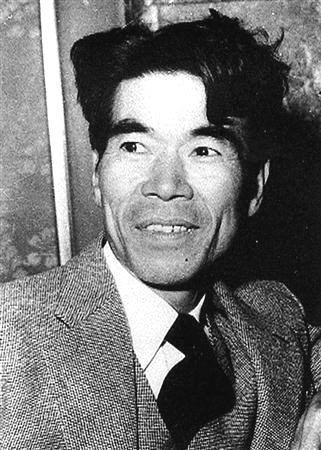
吉川英治

大衆小説は、明治期に尾崎紅葉の『金色夜叉』（1897年/明治30年）などの風俗小説が発展し、村上浪六、塚原渋柿園の髷物（撥鬢物）、押川春浪の冒険小説など通俗的な小説が書かれ、その先駆となった。
1913年/大正2年に、中里介山は「大乗小説」と称する大作『大菩薩峠』の連載を開始。人間の業を描こうとした時代小説で、未完に終わったがその影響は大きく、大衆小説の出発点とされる。1925年/大正14年に刊行された「キング」には当時の人気小説家がこぞって執筆した。昭和時代に入ってから吉川英治が高い人気を得て、『鳴門秘帖』（1933年/昭和8年）、『宮本武蔵』（1939年/昭和14年）などで国民小説家の名を冠せられた。このほか、講談や読本の流れをくむ時代小説では、大佛次郎、白井喬二らが活躍した。
探偵小説は黒岩涙香の翻案小説などで紹介された。このジャンルでは、「新青年」に『二銭銅貨』（1923年/大正12年）でデビューした江戸川乱歩が数多く執筆し、多大な影響を与えた。このジャンルは甲賀三郎、横溝正史らのほか、江戸時代を舞台にした「捕物帳」と呼ばれる時代物が書かれた。

#### 大正時代の詩歌俳句および演劇

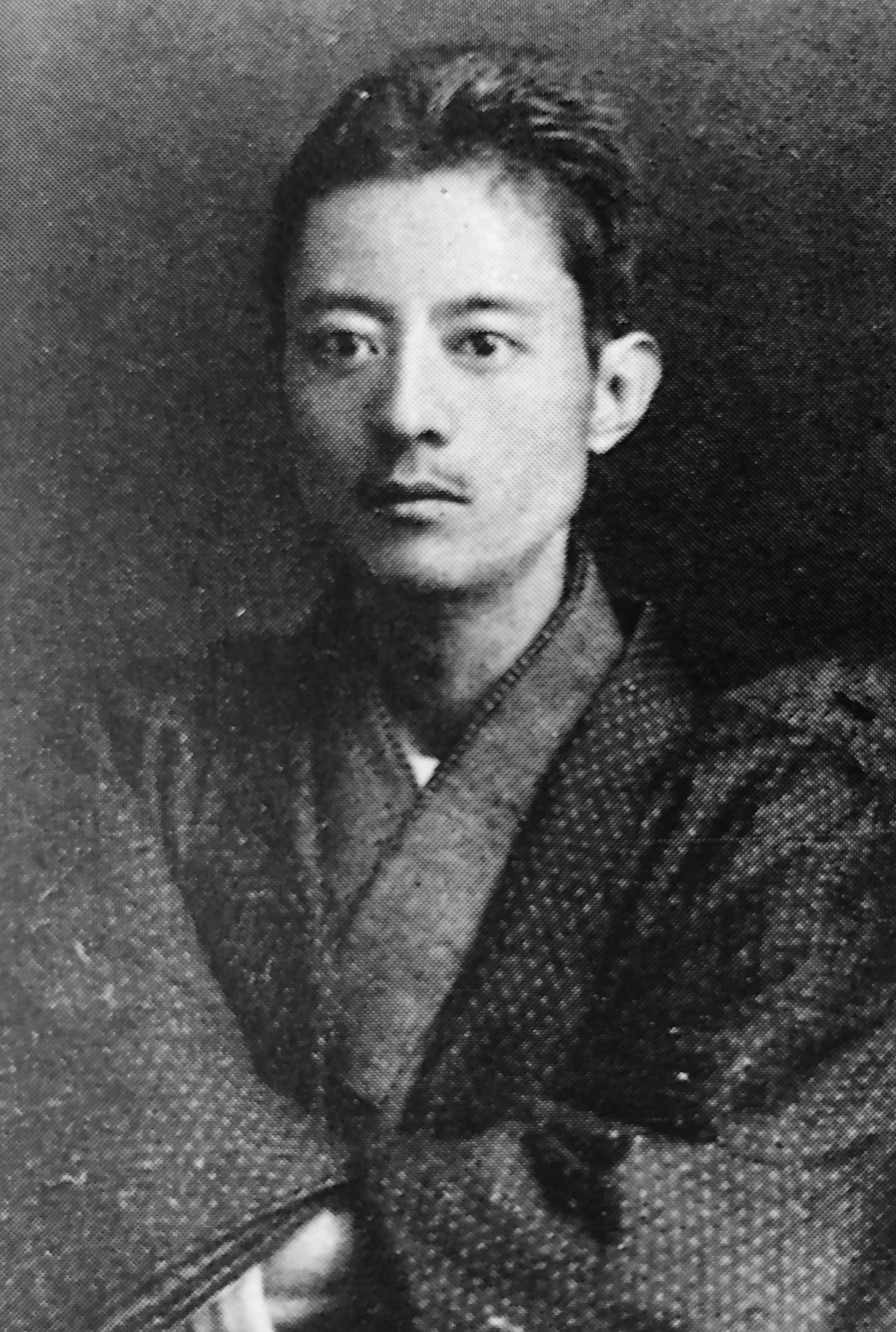
萩原朔太郎

口語詩が次第に完成されていき、室生犀星、佐藤春夫、山村暮鳥らがそれを高めた。とくに『道程』（1914年/大正3年）の高村光太郎、『月に吠える』（1917年/大正6年）、『青猫』（1923年/大正12年）の萩原朔太郎は口語自由詩を確かなものにした。一方、堀口大學は訳詩集『月下の一群』（1925年/大正14年）を発表、この時期に再評価された上田敏の訳詩集『海潮音』とともに、名訳詩集として高い世評を得た。
宮沢賢治は岩手県の風土に根ざした数多くの詩と童話を書いたが、生前に刊行されたのは『春と修羅』（1924年/大正13年）・『注文の多い料理店』（1924年/大正13年）の2冊のみであった。宮沢の作品が評価を受けるのは彼の死後のことであり、特に草野心平の尽力によるところが大きい｡
短歌では、正岡子規の精神を受け継ぎ、「アララギ」を舞台とする写実的なアララギ派が主流となる。中心人物は伊藤左千夫や長塚節らで、左千夫の死後は島木赤彦が積極的に活動し、アララギ派の地位を向上させた。同派の斎藤茂吉は歌集『赤光』（1913年/大正2年）で万葉調の中に近代的抒情を歌った。
俳句は、新傾向俳句を創作した河東碧梧桐の門下荻原井泉水が、「層雲」を開き自由律俳句を確立させた。これには尾崎放哉、種田山頭火が参加。のち「層雲」を離れた碧梧桐は「海紅」を主宰し中塚一碧楼がこれを継いだ。ただし主流は、定型と季題を重視する高浜虚子らの「ホトトギス」であった。
自由劇場や芸術座の活動が演劇界に大きな影響を与え、戯曲の創作が盛んになった。岡本綺堂の『修禅寺物語』（1911年/明治44年）、倉田百三の『出家とその弟子』（1916年/大正5年）、菊池寛の『父帰る』（1917年/大正6年）などの作品が発表された。

### 戦前昭和時代の文学

#### モダニズム文学とプロレタリア文学

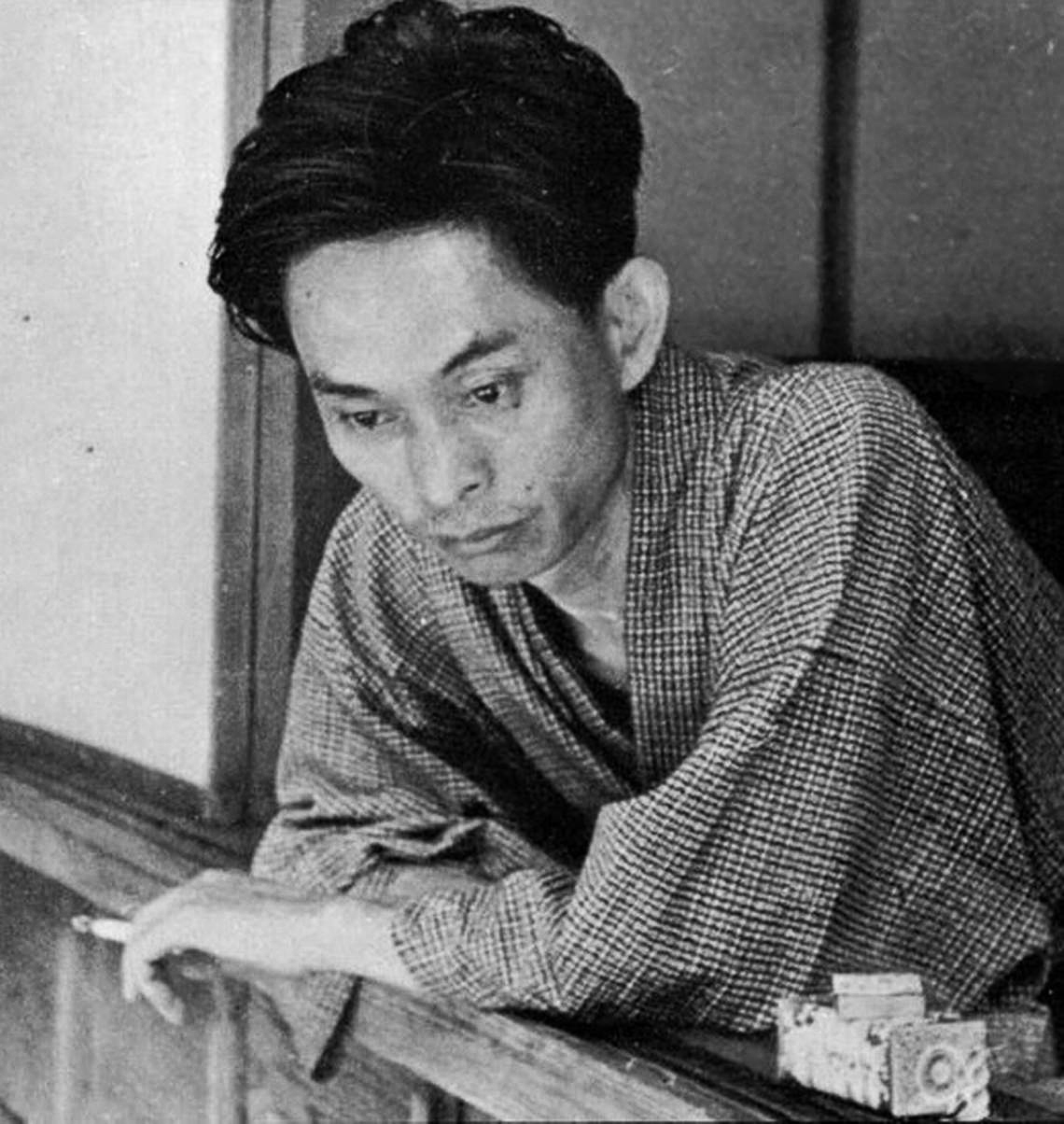
川端康成

1920年代半ばから1935年/昭和10年頃までは、モダニズム文学とプロレタリア文学の併立期である。第一次世界大戦後のヨーロッパに起こったダダイスム・未来派・表現派などの技巧はそのまま日本に輸入され、日本の小説家たちも従来の平板な写実主義や芸術至上主義を唱えているだけではすまされなくなった。既成の文壇や個人主義リアリズムを批判するかたちで、横光利一や川端康成らによる新感覚派がおこった。横光の『蠅』（1923年/大正12年）は映画の手法の影響が見られ、『純粋小説論』（1935年/昭和10年）では「自分を見る自分」の必要性から「第四人称」の設定を試みている。1935年/昭和10年、川端は『雪国』を書き始め、独自の美意識を完全に開花させた。非情と虚無が底流をなす川端の美意識は『末期の眼』（1933年/昭和8年）に端的に表されている。

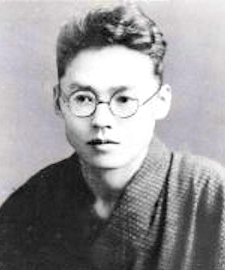
井伏鱒二

もう一つのモダニズム文学の流れは新興芸術派と呼ばれる小説家たちであるが、むしろその傍流にあった人々から個性的な世界を樹立する作家が現れた。私小説の伝統を受け継いだ『檸檬』（1925年/大正14年）の梶井基次郎と、頭ばかりが肥大化した知識人を戯画化した『山椒魚』（1929年/昭和4年）の井伏鱒二がその代表である。
新感覚派の流れを受け継ぎ、新興芸術派倶楽部の解体後に優れた業績を残したのが堀辰雄と伊藤整の新心理主義である。ジョイスやプルーストの心理主義の影響を受け精神分析や深層心理の芸術表現を試みた。なお、この時代には小林秀雄が『様々なる意匠』（1929年/昭和4年）で登場し、近代批評のスタイルを確立した。
政治状況を背景に1921年/大正10年に小牧近江らによって雑誌「種蒔く人」が創刊され、次いでプロレタリア文学の潮流が生まれた。『海に生くる人々』（1926年/大正15年/昭和元年）の葉山嘉樹、『蟹工船』（1929年/昭和4年）の小林多喜二、『太陽のない街』（1929年/昭和4年）の徳永直、『キャラメル工場から』（1928年/昭和3年）の佐多稲子のほか、宮本百合子や、中野重治、黒島伝治、壺井栄らによる諸作品が生まれた。プロレタリア文学は、満州事変以降の軍国主義的な空気の中でその運動が発展していった。プロレタリア文学評論も活発となり、蔵原惟人、宮本顕治らの文芸評論が知識層に影響を与えた。
また、革命的運動には参加せず、プロレタリア文学運動の組織外にありながら、支持立場・主張の近かった、いわゆる「同伴者文学」の作家たちもいた。『海神丸』（1922年/大正11年）、『真知子』（1928年/昭和3年）などを書いた野上弥生子、『波』（1928年/昭和3年）の山本有三、『風雨強かるべし』（1933年/昭和8年）の広津和郎、芹沢光治良らが作品を発表した。

#### 戦時下の文学状況

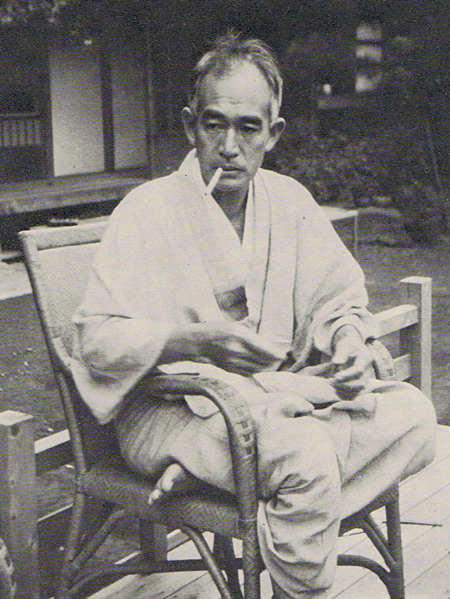
志賀直哉

戦時体制の強化によりプロレタリア文学の小説家たちは弾圧を受け、政治性や思想性を放棄した転向作家が続出した。中野重治の『村の家』（1935年/昭和10年）や、高見順の『故旧忘れ得べき』（1935年/昭和10年）、島木健作の『生活の探求』（1937年/昭和12年）などが転向文学の代表である。また、危機的な時局を背景に国粋的動向とともに保田與重郎や蓮田善明ら日本浪曼派の文学活動が見られた。
戦争が暗い影を投げかけるこの時期にも、優れた創作活動は行われていた。1936年/昭和11年、野上弥生子は大長編『迷路』を書き始めた。永井荷風は『濹東綺譚』（1937年/昭和12年）を発表。川端康成は『雪国』に着手（1935年/昭和10年）し、横光利一は日本精神と西洋文明の対決を追求する『旅愁』（未完）に取り掛かった（1937年/昭和12年）。島崎藤村は『夜明け前』（1935年/昭和10年）を、志賀直哉は『暗夜行路』（1937年/昭和12年）を、徳田秋声は『仮装人物』（1938年/昭和13年）をそれぞれ完成させた。『春琴抄』（1933年/昭和8年）を書いた谷崎潤一郎は1935年/昭和10年から『源氏物語』の現代語訳（谷崎潤一郎訳源氏物語）という大事業に取り組み、1942年/昭和17年からは『細雪』に着手し、軍部や警察から中止命令を受けたが、ひそかに書き続けた。徳田秋声は権力の干渉にあって『縮図』（1941年/昭和16年）の筆を折り、未完のまま没した。
文芸復興の機運の中、新人も多く登場した。私小説では、『暢気眼鏡』（1933年/昭和8年）の尾崎一雄や、『鮎』（1932年/昭和7年）、『贅肉』（1934年/昭和9年）の丹羽文雄が文壇に登場し、林芙美子は『放浪記』（1928年/昭和3年）で大きな反響を得た。さらに、『人生劇場』（1933年/昭和8年）の尾崎士郎、『若い人』（1933年/昭和8年）の石坂洋次郎、『普賢』（1936年/昭和11年）の石川淳、『夫婦善哉』（1940年/昭和15年）の織田作之助などが登場し、風俗小説が流行した。また、芥川賞と直木賞が制定され、文学がジャーナリズムの注目を浴びるようになった。『蒼氓』（1935年/昭和10年）により第1回芥川賞を受賞した石川達三は、以後長く活躍した。その他にも、舟橋聖一や、北条民雄、岡本かの子、中山義秀、太宰治らが新風を生み出した。
戦局が拡大していくと、政府による思想・言論の統制が強化され、国の政策に沿ういわゆる国策文学が主流を占めるようになる。例えば、徳田秋声の『縮図』や谷崎潤一郎の『細雪』が連載中に発禁処分を受けたほか、石川達三の『生きてゐる兵隊』（1938年/昭和13年）は、発禁・禁錮処分を受けた。他方で、火野葦平の『麦と兵隊』（1938年/昭和13年）は爆発的な反響を呼んだ。
そうした中でも、自己の文学を守ろうとする作家たちもいた。『風立ちぬ』（1938年/昭和13年）、『菜穂子』（1941年/昭和16年）の堀辰雄や、『歌のわかれ』（1939年/昭和14年）の中野重治、『富嶽百景』（1939年/昭和14年）、『津軽』（1944年/昭和19年）の太宰治、『山月記』（1942年/昭和17年）、『李陵』（1943年/昭和18年）の中島敦らがそれぞれ佳作を残した。

#### 戦前昭和時代の詩歌俳句および演劇

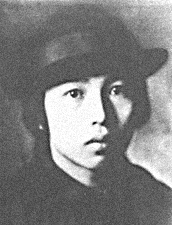
中原中也

これまでの詩の形式を否定していく事で新しい詩を生み出そうとする実験精神が、大正時代末期（1920年代半ば）ごろより勃興した。シュルレアリスムに影響を受けた西脇順三郎、ダダイスムに影響を受けた高橋新吉、吉行エイスケ、アナーキズム詩から発展したプロレタリア文学の詩の分野では中野重治、壺井繁治、小野十三郎、萩原恭次郎らが活躍し、構成主義に至った。また安西冬衛、北川冬彦、三好達治らが新散文詩運動（短詩運動）を展開。この時期は、これら諸芸術運動や人道主義、農本主義など、多様な運動が相互に影響しつつ発展した。このころ村野四郎、北園克衛などが、モダニスム運動の中で、このほか小熊秀雄、金子光晴、山之口貘、田中冬二などの詩人も活動した。

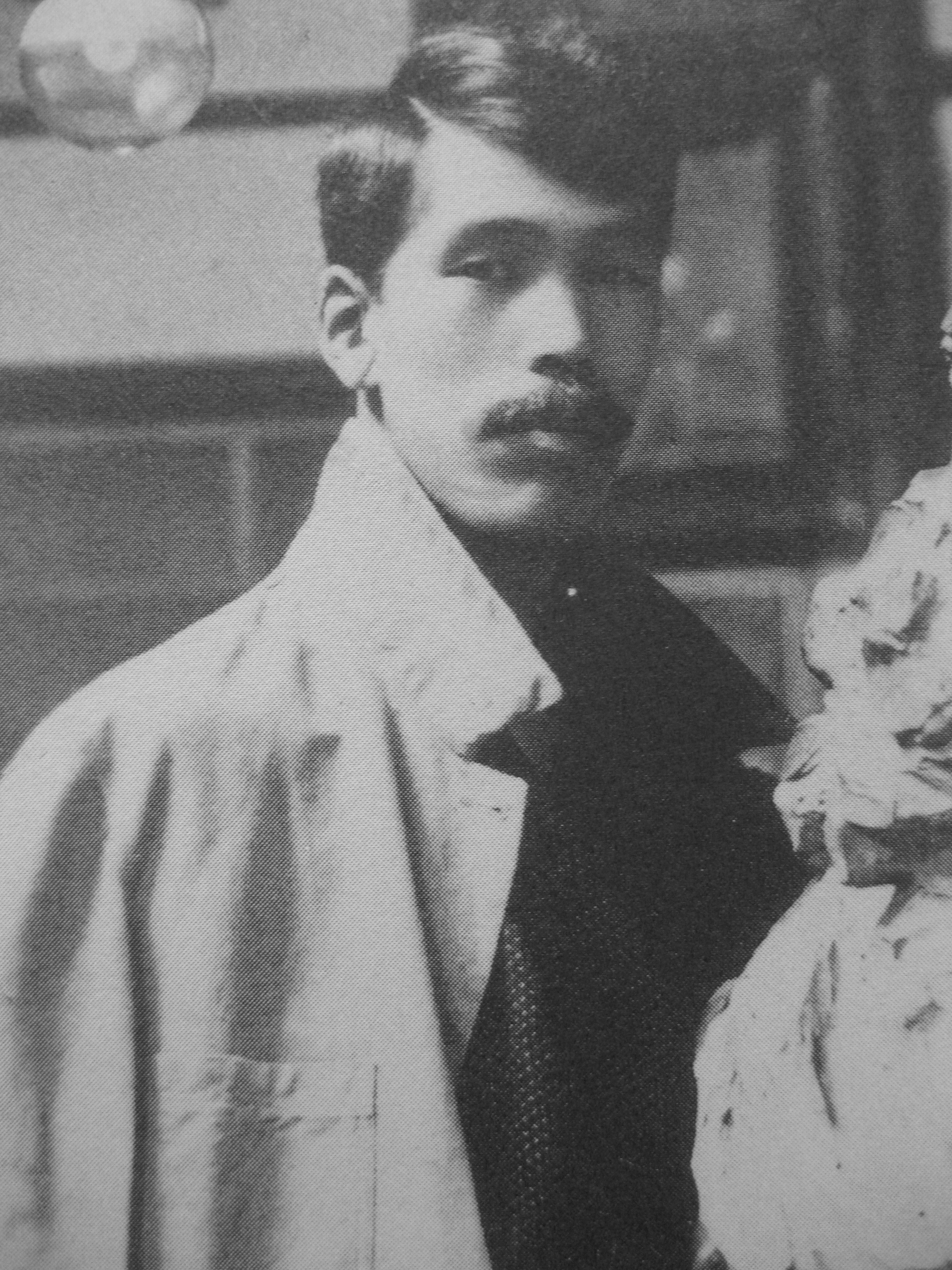
高村光太郎

日中間の戦争の到来によるモダニスム運動の退潮により、詩の世界も変化する。堀辰雄らが主宰する雑誌「四季」では、立原道造、津村信夫、丸山薫ほか「四季派」の詩人達が抒情詩の牙城を築き、日本浪曼派からは伊東静雄が活躍した。そのほか、草野心平、中原中也などもユニークな足跡を残した。この時代の代表的な詩集は三好達治の『測量船』（1930年/昭和5年）、西脇順三郎の『Ambarvalia』（1933年/昭和8年）、中原中也の『山羊の歌』（1934年/昭和9年）、中野重治の『中野重治詩集』（1935年/昭和10年）、高村光太郎の『智恵子抄』（1941年/昭和16年）などであり、歌集は島木赤彦の『柿蔭集』（1926年/大正15年＝昭和元年）、会津八一の『鹿鳴集』（1940年/昭和15年）、句集は水原秋桜子の『葛飾』（1931年/昭和6年）、中村草田男の『長子』（1936年/昭和11年）などである。また、土屋文明が優れた短歌を残した。
演劇では、岸田國士の『紙風船』（1925年/大正14年）、久保栄の『火山灰地』（1937年/昭和12年）、田中千禾夫の『おふくろ』（1933年/昭和8年）、さらにプロレタリア演劇の戯曲として村山知義の『暴力団記』（1930年/昭和5年）が評価された。

## 現代文学（戦後の文学）

### 戦後昭和時代の文学

#### 既成作家の復活と民主主義文学の再出発
戦争が終わり、文芸雑誌が次々と復刊・創刊されると、まず、戦争末期には作品の発表すらできなかった既成作家らが、これまで書き溜めていた作品や新作を発表した。志賀直哉は破壊された東京の街をみつめて『灰色の月』（1946年/昭和21年）を書いた。永井荷風は戦時中に書いた『浮沈』（1946年/昭和21年）、『踊子』（1946年/昭和21年）などを次々と発表した。谷崎潤一郎は『細雪』（1948年/昭和23年）を完成させ、次いで『少将滋幹の母』（1949年/昭和24年）を書いた。宇野浩二は『思ひ川』（1946年/昭和21年）を、武者小路実篤は『真理先生』（1949年/昭和24年）を、『雪国』を完結（1948年/昭和23年）させた川端康成は『千羽鶴』（1949年/昭和24年）や『山の音』（1949年/昭和24年） - 1954年/昭和29年）などを、井伏鱒二は『本日休診』（1949年/昭和24年）や『遙拝隊長』（1950年/昭和25年）などを、正宗白鳥は『日本脱出』（1949年/昭和24年 - 1953年/昭和28年）などを書いた。野上弥生子は『迷路』を改作・完成（1956年/昭和31年）させた。他にも長与善郎や広津和郎などが活発に動き始めた。
その一方で、火野葦平や林房雄、尾崎士郎、更には菊池寛や武者小路実篤、岸田国士、徳富蘇峰など多くの文学者・文壇関係者が、戦時下での戦争協力を理由に、公職追放指定を受けることとなった。
プロレタリア文学の流れをくんだ中野重治や宮本百合子らは、新日本文学会を創立して、幅広い民主主義文学運動をめざして再出発した。宮本百合子は『播州平野』（1946年/昭和21年）、『二つの庭』（1947年/昭和22年）を、徳永直は『妻よねむれ』（1946年/昭和21年）を、佐多稲子は『私の東京地図』（1946年/昭和21年）を、中野重治は『むらぎも』（1949年/昭和24年）、『梨の花』（1957年/昭和32年）を書いた。壺井栄の『二十四の瞳』（1952年/昭和27年）は映画化され大きな反響を呼んだ。もっとも、やがて新日本文学会は、イデオロギー対立のあおりを受けて分裂・後退していく。

#### 戦後派作家と第三の新人の登場

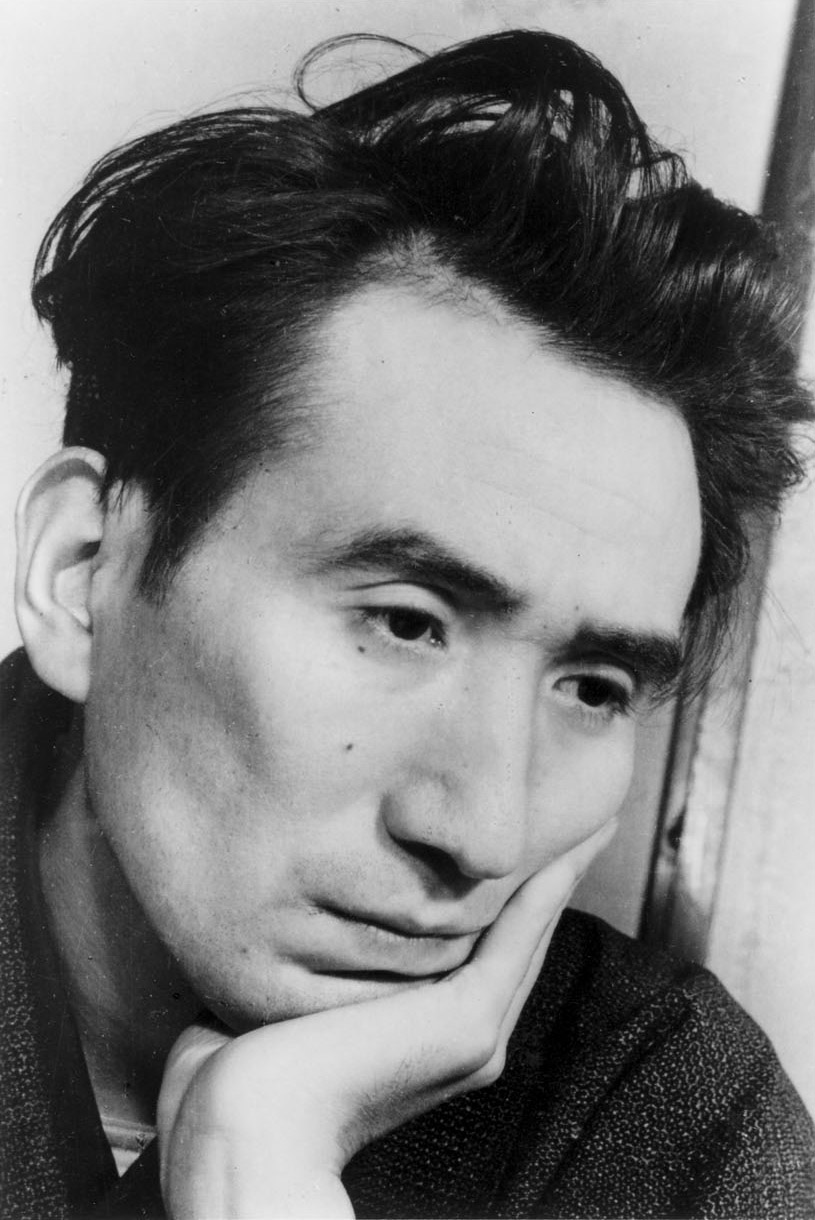
太宰治

太宰治、坂口安吾、石川淳など無頼派（新戯作派）の作家たちも戦後まもなくから活発に活動を始めた。特に、太宰治の『斜陽』（1947年/昭和22年）と坂口安吾の『堕落論』（1946年/昭和21年）は戦後の人々の心をつかんだ。知的・高踏的な作風の伊藤整も精力的に活動し、注目を集めた。
他方で、中堅作家の手によって、戦後の開放的な風俗や価値観が一変した世相を描いた風俗小説が、新聞や雑誌などのマスメディアの発展とともに流行した。石坂洋次郎の『青い山脈』（1947年/昭和22年）や『石中先生行状記』（1948年/昭和23年）、丹羽文雄の『厭がらせの年齢』（1947年/昭和22年）、田村泰次郎の『肉体の門』（1947年/昭和22年）、大佛次郎の『帰郷』（1948年/昭和23年）、林芙美子の『晩菊』（1948年/昭和23年）、舟橋聖一の『雪夫人絵図』（1948年/昭和23年）、獅子文六の『自由学校』（1950年/昭和25年）などである。石川達三は『風にそよぐ葦』（1949年/昭和24年）や『人間の壁』（1957年/昭和32年）などの社会小説で好評を博した。

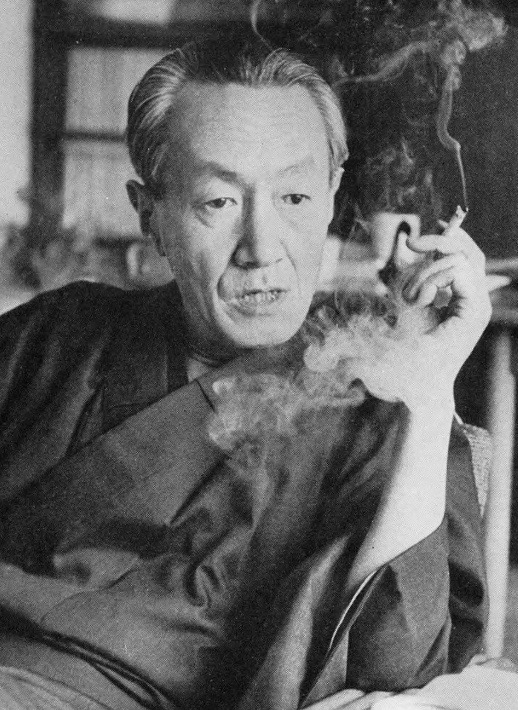
大岡昇平

終戦後しばらくすると、未曽有の戦争体験と敗戦後の現実の中で既成の価値観・倫理観の崩壊を経験し、新しい人間認識に立って作品を発表する新しい作家が次々と台頭してきた。彼等は登場時期によって第一次戦後派・第二次戦後派と呼ばれた。『暗い絵』（1946年/昭和21年）で戦後派の旗手と呼ばれた野間宏をはじめ、『深夜の酒宴』（1947年/昭和22年）などの椎名麟三、『蝮のすゑ』（1947年/昭和22年）などの武田泰淳、『死霊』（1945年/昭和20年） - 未完）の埴谷雄高、『桜島』（1946年/昭和21年）などの梅崎春生、『夏の花』（1947年/昭和22年）の原民喜、『死の影の下に』（1947年/昭和22年）などの中村真一郎、『仮面の告白』（1949年/昭和24年）などの三島由紀夫らである。その後も、『俘虜記』（1949年/昭和24年）『野火』（1952年/昭和27年）などの大岡昇平や、『広場の孤独』（1951年/昭和26年）などの堀田善衛、島尾敏雄、『壁』（1951年/昭和26年）などの安部公房などが登場して多彩な文学活動が展開された。さらに、戦後特有の作家として『足摺岬』（1949年/昭和24年）『絵本』（1950年/昭和25年）などの田宮虎彦が高い評価を受けたほか、田村泰次郎のいわゆる「肉体文学」も大きな注目を集めた。
戦後派のうち島尾敏雄や梅崎春生の傾向は、「第三の新人」と呼ばれる安岡章太郎、吉行淳之介、遠藤周作、小島信夫、庄野潤三、阿川弘之らに受け継がれた。第一次戦後派作家、第二次戦後派作家の次に現れたため、彼らは「第三次戦後派作家」という意味の「第三の新人」と呼ばれる。第三の新人以降、1956年/昭和31年に石原慎太郎が『太陽の季節』（1955年/昭和30年）で「戦後の最初の宣言」として文壇に華々しく登場し、芥川賞の存在が一躍有名になった。その後、大江健三郎、開高健、江藤淳、北杜夫などの有力な新人が登場する。
戦後になると女性小説家の活躍も目立つようになり、『迷路』（1936年/昭和11年） - 1956年/昭和31年）や『秀吉と利休』（1962年/昭和37年）の野上弥生子、『おはん』（1947年/昭和22年）の宇野千代、『浮雲』（1949年/昭和24年）の林芙美子、『私の東京地図』（1946年/昭和21年）の佐多稲子、『女坂』（1949年/昭和24年）の円地文子、平林たい子、『流れる』（1955年/昭和30年）の幸田文、『紀ノ川』（1959年/昭和34年）の有吉佐和子、曾野綾子、 瀬戸内晴美らが筆を揮った。
また、日本に在住する朝鮮語を母語とする人たちが日本語で創作する在日朝鮮人文学の流れが生まれた。金達寿が先駆的な存在であり、その後金石範、李恢成と続いた。

#### 高度経済成長期の文学

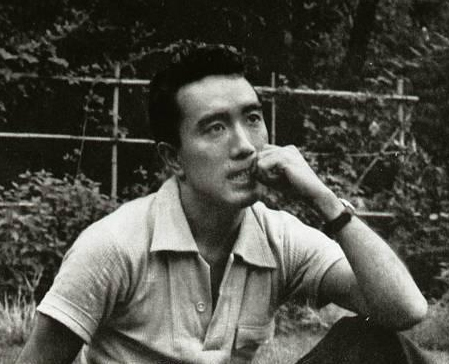
三島由紀夫

文壇の長老となった谷崎潤一郎は『鍵』（1956年/昭和31年）、『瘋癲老人日記』（1962年/昭和37年）を、室生犀星は『杏っ子』（1956年/昭和31年）を、川端康成は『眠れる美女』（1961年/昭和36年）、『古都』（1962年/昭和37年）を、井伏鱒二は『黒い雨』（1966年/昭和41年）を発表し存在感を示した。野上弥生子も1985年/昭和60年に死去するまで長く活躍した。
現代文学の枢軸を担う安部公房は『砂の女』（1962年/昭和37年）、『他人の顔』（1964年/昭和39年）、『燃えつきた地図』（1967年/昭和42年）を、大江健三郎は『個人的な体験』（1964年/昭和39年）、『万延元年のフットボール』（1967年/昭和42年）など代表作を発表した。また、井上靖は『天平の甍』（1957年/昭和32年）、『敦煌』（1959年/昭和34年）などで歴史小説に新境地を開拓して高い評価を受けた。1968年/昭和43年）、川端康成がノーベル文学賞を受賞。その2年後の1970年/昭和45年には、三島由紀夫が自衛隊市ヶ谷駐屯地において割腹自殺した（三島事件）。四部作『豊饒の海』最終回の原稿には、この日の日付（昭和45年11月25日）が記されていた。
1967年/昭和42年、散逸した近代文学関係の資料を収集・保存するため、文壇・学界・マスコミ関係の有志によって、東京目黒・駒場公園内に「日本近代文学館」が財団法人の運営で開館した（初代理事長：高見順）。戦後派の小説家たちが長編に本領を発揮し始め、島尾敏雄『死の棘』（1960年/昭和35年）、梅崎春生『幻化』（1965年/昭和40年）、遠藤周作『沈黙』（1966年/昭和41年）、椎名麟三『懲役人の告発』（1969年/昭和44年）、武田泰淳『富士』（1971年/昭和46年）、大岡昇平『レイテ戦記』（1971年/昭和46年）、福永武彦『死の島』（1971年/昭和46年）、中村真一郎『頼山陽とその時代』（1971年/昭和46年）、野間宏『青年の環』（1971年/昭和46年）、堀田善衛『方丈記私記』（1971年/昭和46年）、加藤周一『日本文学史序説』（1975年/昭和50年）などの作品が生まれた。

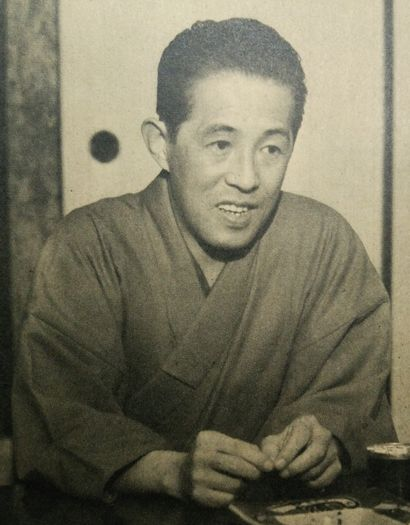
井上靖

1970年/昭和45年）前後には三島由紀夫と川端康成のほかに、広津和郎、伊藤整、志賀直哉、高橋和巳らが死去した。そして、彼らに入れ替わるように「内向の世代」と呼ばれる、心理描写の深さを追求する小説家たちが現れた。古井由吉、後藤明生、黒井千次、日野啓三らがその代表である。また、1970年/昭和45年に水俣病を告発した『苦界浄土』で石牟礼道子が、1975年/昭和50年には原爆を主題とする『祭りの場』で林京子が登場し、以後静かに深刻な問題を作品化していった。1972年/昭和47年、近代日本文学の文芸批評を確立した文芸評論家の小林秀雄は大作『本居宣長』を完成させた。翌年、江藤淳が辻邦生、加賀乙彦、小川国夫、丸谷才一らを「フォニイ」（贋物・通俗という意味）と呼んで論争になった（「フォニイ論争」）。
大衆文学では、戦前からの子母澤寛や川口松太郎、山本周五郎、海音寺潮五郎、山手樹一郎、山岡荘八などのベテラン作家が活躍し、それぞれ後に代表作といわれる作品を発表していた。吉川英治や大佛次郎、富田常雄らも根強い人気を保っていた。昭和30年代（1955年/昭和30年 - 1964年/昭和39年）に入ると、五味康祐や柴田錬三郎らの剣豪小説が流行。さらに井上靖や司馬遼太郎らが歴史小説に新境地を拓いて多数の読者を獲得した。他に池波正太郎、杉本苑子、永井路子、陳舜臣、笹沢左保、南條範夫などもこの頃登場した。
現代物では、まず、戦前戦後から高い人気のあった石川達三や丹羽文雄、石坂洋次郎、舟橋聖一らが依然としてベストセラーを連発していた。特に石坂洋次郎は『陽のあたる坂道』（1956年/昭和31年 - 1957年/昭和32年）や『あいつと私』（1961年/昭和36年）をはじめ、その作品は毎年映画化されて国民的な人気を博した。石川達三は『四十八歳の抵抗』（1956年/昭和31年）や『人間の壁』（1959年/昭和34年）などの話題作を発表して書名は流行語にまでなった。他方で、新進作家も台頭。源氏鶏太は『三等重役』（1952年/昭和27年）などで人気を集め、その後も城山三郎の『総会屋錦城』（1959年/昭和34年）、山口瞳の『江分利満氏の優雅な生活』（1963年/昭和38年）など後の経済小説へと繋がっていくサラリーマン小説の分野が現れた。『さらばモスクワ愚連隊』（1966年/昭和41年）や『蒼ざめた馬を見よ』（1967年/昭和42年）などで登場した五木寛之は、若い世代を中心に爆発的なブームを呼んだ。焼跡闇市派を自称した野坂昭如は『火垂るの墓』（1967年/昭和42年）などの独自の戦争小説を書いて好評を博し、新田次郎は山岳小説で多数の読者を得た。年代記物や歴史物で注目を集めた有吉佐和子や、石川達三の社会小説の系譜を継ぐ山崎豊子なども人気を集め、のちにベストセラーを連発することとなる。他に、推理小説から純文学に志向し始めていた水上勉の作品や、梶山季之の経済小説、川上宗薫の官能小説、また、『挽歌』（1956年）の原田康子や『氷点』（1965年/昭和40年）の三浦綾子、さらに平岩弓枝、立原正秋、田辺聖子らによる現代物・恋愛物なども人気を博した。
探偵・推理小説では、仁木悦子や『点と線』（1958年/昭和33年）などの松本清張らが社会派推理小説の分野を切り拓き、水上勉や黒岩重吾などと共に活躍してブームを呼んだ。冒険小説や伝奇小説では半村良や都筑道夫らが活躍。SF御三家と呼ばれる、星新一、小松左京、筒井康隆らが登場したのも昭和30年代（1955年/昭和30年） - 1964年/昭和39年）であった。

#### 昭和時代後期の文学

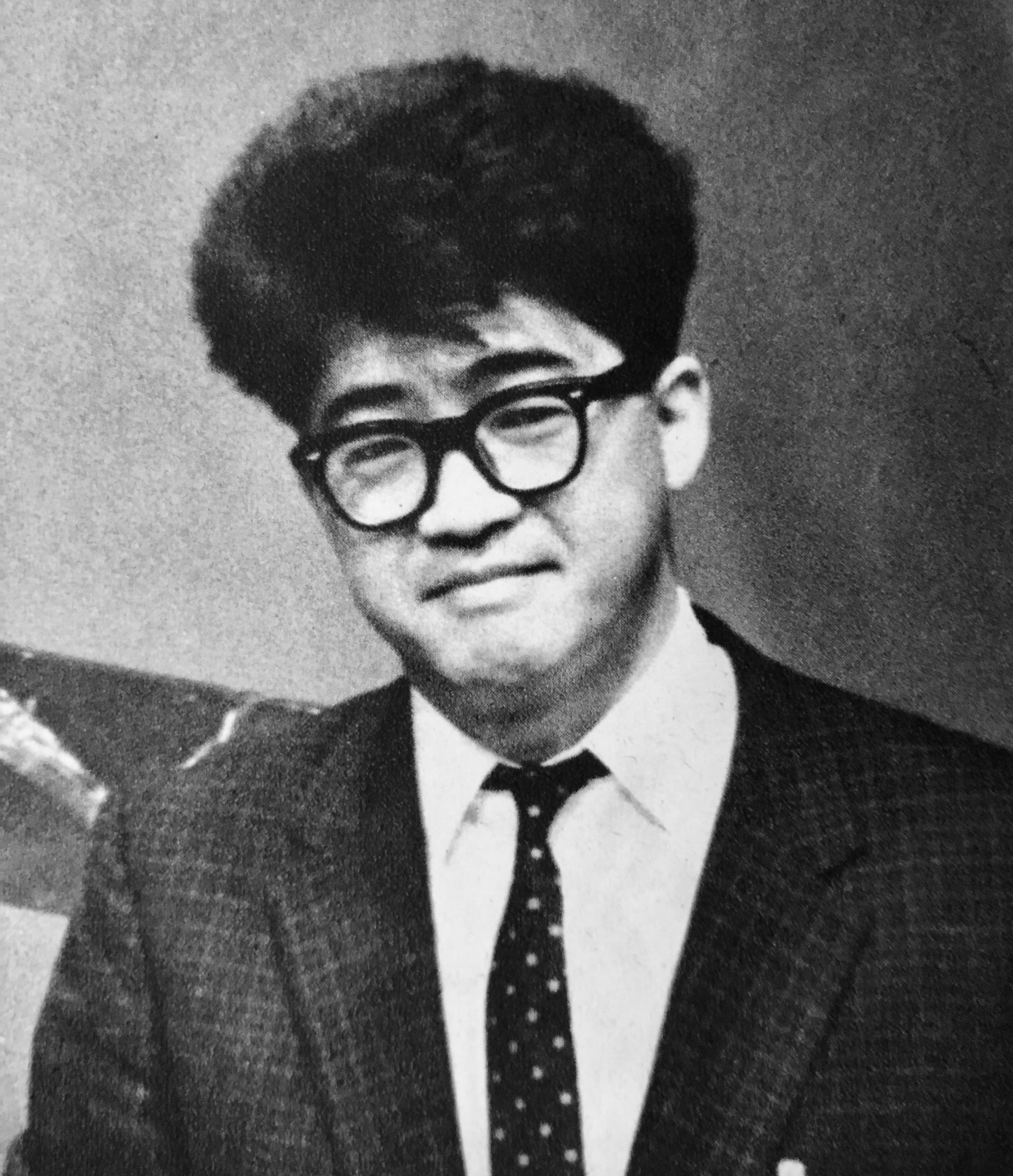
安部公房

「内向の世代」の後、1970年代の半ばからは団塊の世代の作家が次々に現れた。中上健次は戦後生まれとして初めて芥川賞を受賞。出身地である紀州にこだわった紀州三部作『岬』（1975年/昭和50年・翌年芥川賞受賞）、『枯木灘』（1977年/昭和52年）、『地の果て 至上の時』（1983年/昭和58年）で土着的文学世界を築いた。太宰治の次女である津島佑子は『葎の母』、『寵児』などで高く評価され、1979年/昭和54年に『光の領分』により第1回野間文芸新人賞を受賞した。その後も、『水府』、『黙市』などの作品で評価された。
中上、津島と対照的に、都会的で軽妙な文体とゲームのような物語構成によって1980年代に入ってから人気を集めたのが、1979年/昭和54年に『風の歌を聴け』で群像新人文学賞を受賞してデビューした村上春樹である。『羊をめぐる冒険』（1982年/昭和57年）などのアメリカ文学の影響を受けた作風で新しい時代を代表する有力新人と目された。そして村上春樹とともに注目を集めたのが村上龍で、まず『限りなく透明に近いブルー』（1976年/昭和51年）でヘロインと乱交にあけくれる若者を描いて芥川賞を受賞し、社会的にも大きな反響を呼んだ。
他に、中上・津島と村上春樹の間に位置付けられる作家として、戦後大阪の庶民の姿を描いた『蛍川』『泥の河』（1977年/昭和52年）の宮本輝が挙げられ、さらに立松和平、青野聰、高橋三千綱などが登場して文壇の注目を集めた。また、田中康夫は『なんとなく、クリスタル』（1980年/昭和55年）を書いて大きな話題を呼んだが、文学的評価は毀誉褒貶様々であった。
もっとも、これらの新人がこの時代の文学全体を代表していたわけではなく、既成作家たちがめざましい活躍を見せたのがこの時期である。石川淳は『狂風記』（1971年/昭和46年 - 1980年/昭和55年）を、深沢七郎は『みちのくの人形たち』（1980年/昭和55年）を、藤枝静男は『田神有楽』（1981年/昭和56年）を書いて高く評価された。さらに和田芳恵や川崎長太郎、野口冨士男などが復活して円熟を示したほか、文壇の大御所となった丹羽文雄は、『親鸞』全5巻（1965年/昭和40年 - 1969年/昭和44年）に次いで『蓮如』全8巻（1971年/昭和46年 - 1981年/昭和56年）を完結させて自身の仏教文学を完成させた。文壇最長老の野上弥生子は最後の大作『森』（1972年/昭和47年 - 1985年/昭和60年）に着手し、99歳で死去するまで衰えることなく書き継いで現役を貫いた。1984年/昭和59年に文芸界挙って行われた野上の白寿祝いは一つの文壇的出来事であった。
戦後派の作家たちもなお健在であった。堀田善衛は『ゴヤ』全4巻（1974年/昭和49年 - 1982年/昭和57年）を、大西巨人は『神聖喜劇』全5巻（1960年/昭和35年 - 1980年/昭和55年）を、中村真一郎は『四季』四部作（1975年/昭和50年 - 1984年/昭和59年）をそれぞれ完結させた。また、安部公房は『箱男』（1973年/昭和48年）、『密会』（1977年/昭和52年）を、檀一雄は『火宅の人』（1975年/昭和50年）を、安岡章太郎は『流離譚』（1976年/昭和51年）を、吉行淳之介は『夕暮まで』（1978年/昭和53年）を、小島信夫は『別れる理由』（1973年/昭和48年 - 1981年/昭和56年）を、古井由吉は『槿』（1983年/昭和58年）を、黒井千次は『群棲』（1984年/昭和59年）を発表した。
大江健三郎は『洪水はわが魂に及び』（1973年/昭和48年）、『同時代ゲーム』（1979年/昭和54年）の後、代表作の一つ『新しい人よ眼ざめよ』（1983年/昭和58年）を著して現代文学の最先端を走り続けた。その他、開高健や井上光晴、丸谷才一、辻邦生、高井有一、田久保英夫、水上勉、立原正秋、五木寛之ら中堅作家もそれぞれ代表作となる作品を発表して高い評価を受けた。

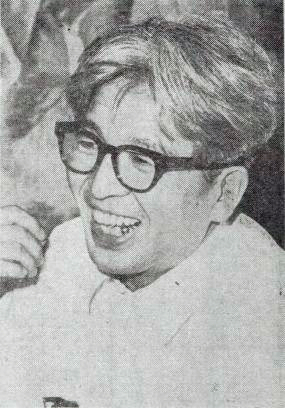
司馬遼太郎

他方で、昭和40年代（1965年/昭和40年） - 1974年/昭和49年）以降も女流作家の活動が目立ち、引き続き多彩な文学活動を展開した。特に、『空の果てまで』（1974年/昭和49年）などの高橋たか子や、『寂兮寥兮』（1982年/昭和57年）などの大庭みな子、富岡多恵子などが才能を見せて注目を集めた。河野多恵子や大原富枝、森茉莉、萩原葉子ら中堅作家も活躍し、宮尾登美子や竹西寛子、林京子、金井美恵子なども活発な創作活動を始めた。その一方で、戦前からの大家も精力的に作品を発表していた。野上弥生子は大作『森』に着手した。名実ともに女流文壇の頂点に君臨していた円地文子は『源氏物語』の翻訳（1967年/昭和42年） - 1973年/昭和48年）を完結させ、問題作『食卓のない家』（1978年/昭和53年）へと進んだ。佐多稲子も地道な文学活動を続け、『樹影』（1973年/昭和48年）や『時に佇つ』（1975年/昭和50年）を発表。芝木好子は『青磁砧』（1972年/昭和47年）や『隅田川暮色』（1982年/昭和57年） - 1983年/昭和58年）を、中里恒子は『歌枕』（1973年/昭和48年）などを書いて好評を博した。　
さらに、この時期は、比較的年配の新人作家の活躍が目立ったことも特徴である。前掲の宮尾登美子、竹西寛子、林京子の他、『フランドルの冬』（1967年/昭和42年）の加賀乙彦、『アカシヤの大連』（1969年/昭和44年）の清岡卓行、『瓦礫の中』（1970年/昭和45年）の吉田健一、『砲撃のあとで』（1971年/昭和46年）の三木卓、『月山』（1973年/昭和48年）で当時最年長の芥川賞受賞者となった森敦、『抱擁』（1977年/昭和52年）の日野啓三、『見果てぬ夢』（1976年/昭和51年） - 1979年/昭和54年）の李恢成、『怪しい来客簿』（1977年/昭和52年）の色川武大、他に三枝和子、中野孝次、古山高麗雄、野呂邦暢、佐木隆三などが輩出した。
さらに、演劇の世界で活躍していたつかこうへいが『蒲田行進曲』（1981年/昭和56年）で直木賞を、同じく演劇人の唐十郎が『佐川君からの手紙』（1983年/昭和58年）で芥川賞を受賞し注目を集めた。また、大衆文学で活躍していた井上ひさしは『吉里吉里人』（1980年/昭和55年）を、SF出身の筒井康隆は『虚人たち』（1981年/昭和56年）を発表。こうして文学は昭和40年代（1965年/昭和40年 - 1974年/昭和49年）から50年代（1975年/昭和50年 - 1984年/昭和59年）にかけて著しく多様化・拡散して、従来の純文学と大衆文学の境界が曖昧なものとなっていった。この時期には、司馬遼太郎の歴史小説、松本清張の推理小説、星新一のSF小説、五木寛之の大衆小説などが広く読まれた。

#### 昭和時代末期の文学

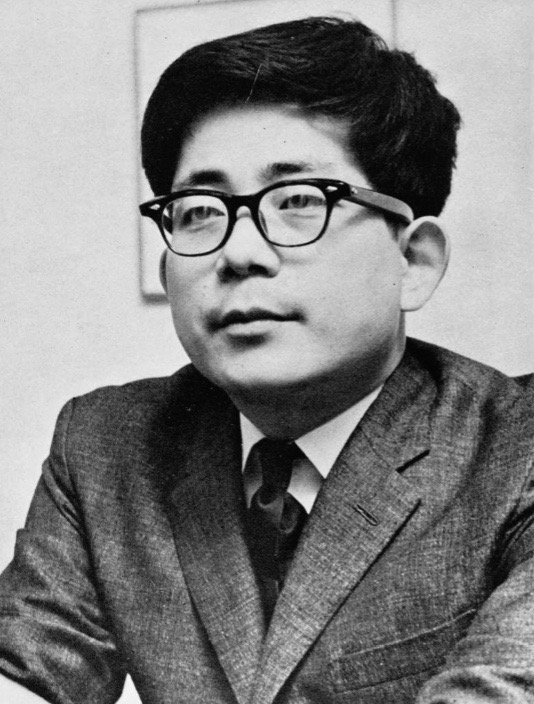
大江健三郎

1983年/昭和58年、『優しいサヨクのための嬉遊曲』で島田雅彦がデビューし、新しい世代の旗手として注目された。翌年、『光抱く友よ』で髙樹のぶ子が芥川賞を受賞し、以後恋愛小説の佳作を多く発表した。デビュー作『ベッドタイムアイズ』（1985年/昭和60年）などで芥川賞にノミネートされた山田詠美は、『ソウル・ミュージック・ラバーズ・オンリー』（1987年/昭和62年）で直木賞を受賞した。1987年/昭和62年、昭和時代後期を代表する評論家吉本隆明の次女、吉本ばななが『キッチン』でデビューして“ばなな現象”を起こした。『うたかた／サンクチュアリ』（1988年/昭和63年）、『TUGUMI』（1989年/昭和64年/平成元年）等により孤独で現代的な登場人物をみずみずしい感性で描いた。1988年/昭和63年、芥川賞に対抗する賞として三島由紀夫賞が設けられ、第1回受賞作に日本のポストモダン文学を代表する高橋源一郎の『優雅で感傷的な日本野球』が選ばれた。
デビュー後、着実に独自の世界観を作り上げてきた村上春樹は、『世界の終りとハードボイルド・ワンダーランド』（1985年/昭和60年）、『ダンス・ダンス・ダンス』（1988年/昭和63年）などを発表。特に『ノルウェイの森』（1987年/昭和62年）は大ベストセラーになり、2009年までに1000万3400部以上を売った。村上龍も『コインロッカー・ベイビーズ』（1980年/昭和55年）、『愛と幻想のファシズム』（1987年/昭和62年）などで話題を呼んだ。中上健次は『日輪の翼』（1984年/昭和59年）、『奇蹟』（1989年/昭和64年/平成元年）などで彼独自の世界を描き、津島佑子は代表作の一つ『夜の光に追われて』（1986年/昭和61年）を発表した。また、宮本輝は『優駿』（1986年/昭和61年）で幅広い読者を得た。渡辺淳一は濃密な性描写の恋愛小説で1990年代にかけて一大ブームを巻き起こし、村上春樹や吉本ばななと共に社会現象を呼んで時代の寵児となった。
この時期、大江健三郎は『M/Tと森のフシギの物語』（1986年/昭和61年）、『懐かしい年への手紙』（1987年/昭和62年）などを発表したが十分には読者を得られなかった。しかし、両作は仏訳され、大江は安部公房とともに欧米圏で高く評価される日本人作家となった。筒井康隆は、『虚人たち』（1980年/昭和55年）以降純文学にも活動領域を広げ、『虚航船団』（1984年/昭和59年）、『夢の木坂分岐点』（1987年/昭和62年）などの前衛的・実験的作品で大きな注目を集めた。

#### 戦後昭和時代の詩歌俳句および演劇

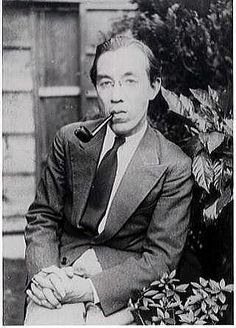
西脇順三郎

戦前から活躍していた詩人の作品では、高村光太郎の『典型』（1950年/昭和25年）、金子光晴の『落下傘』（1948年/昭和23年）、西脇順三郎の『旅人かへらず』（1947年/昭和22年）、釈迢空（折口信夫）の『古代感愛集』（1947年/昭和22年）、三好達治の『駱駝の瘤にまたがつて』（1952年/昭和27年）、高見順の『死の淵より』（1964年/昭和39年）などが注目された。

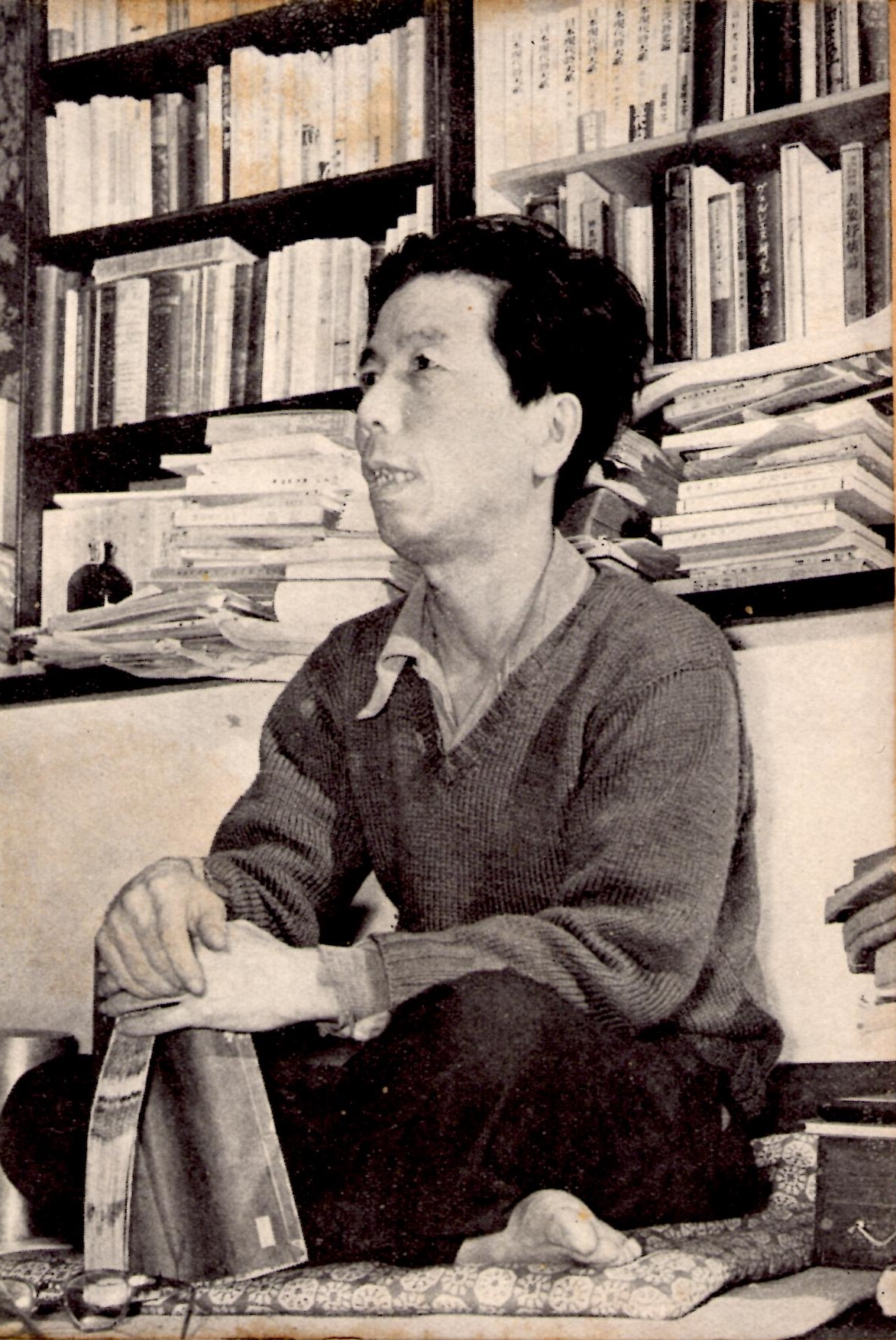
三好達治

また第二次世界大戦後、盛んになったのが現代詩である、各詩人によって、作風が大きく異なり、共通するものが少ない「分散性」が現代詩の一つの特徴だが、あえて共通要素をとりだすとしたら、私的性が強い事が挙げられる。詩誌「荒地」を中心に集まった詩人、鮎川信夫、北村太郎、田村隆一、吉本隆明、詩誌「櫂」を中心に集まった詩人、谷川俊太郎、大岡信、吉野弘のほか、飯島耕一、吉岡実、入沢康夫、天沢退二郎、吉増剛造、荒川洋治らが、また石垣りん、茨木のり子ら女性詩人も活躍した。
短歌では、釈迢空、土屋文明、木俣修、宮柊二らが、俳句では、水原秋桜子、山口誓子、中村草田男、加藤楸邨、西東三鬼、金子兜太、俳誌『雲母』を主催した飯田蛇笏・龍太らが活躍した。また、1987年/昭和62年に発表された俵万智の『サラダ記念日』は歌集としては異例の驚異的な売れ行きを示した。
演劇では、加藤道夫の『なよたけ』（1946年/昭和21年）、木下順二の『夕鶴』（1949年/昭和24年）などの名作が生まれた。また、小説・評論・詩などの分野で活躍した福田恆存、三島由紀夫、安部公房、寺山修司、井上ひさし、唐十郎らも戯曲に筆を揮った。また、不条理演劇の別役実が独自の存在感を示し、戦後生まれのつかこうへい、野田秀樹、鴻上尚史らも若い才能を示した。

### 平成時代の文学

#### 平成時代前期の文学

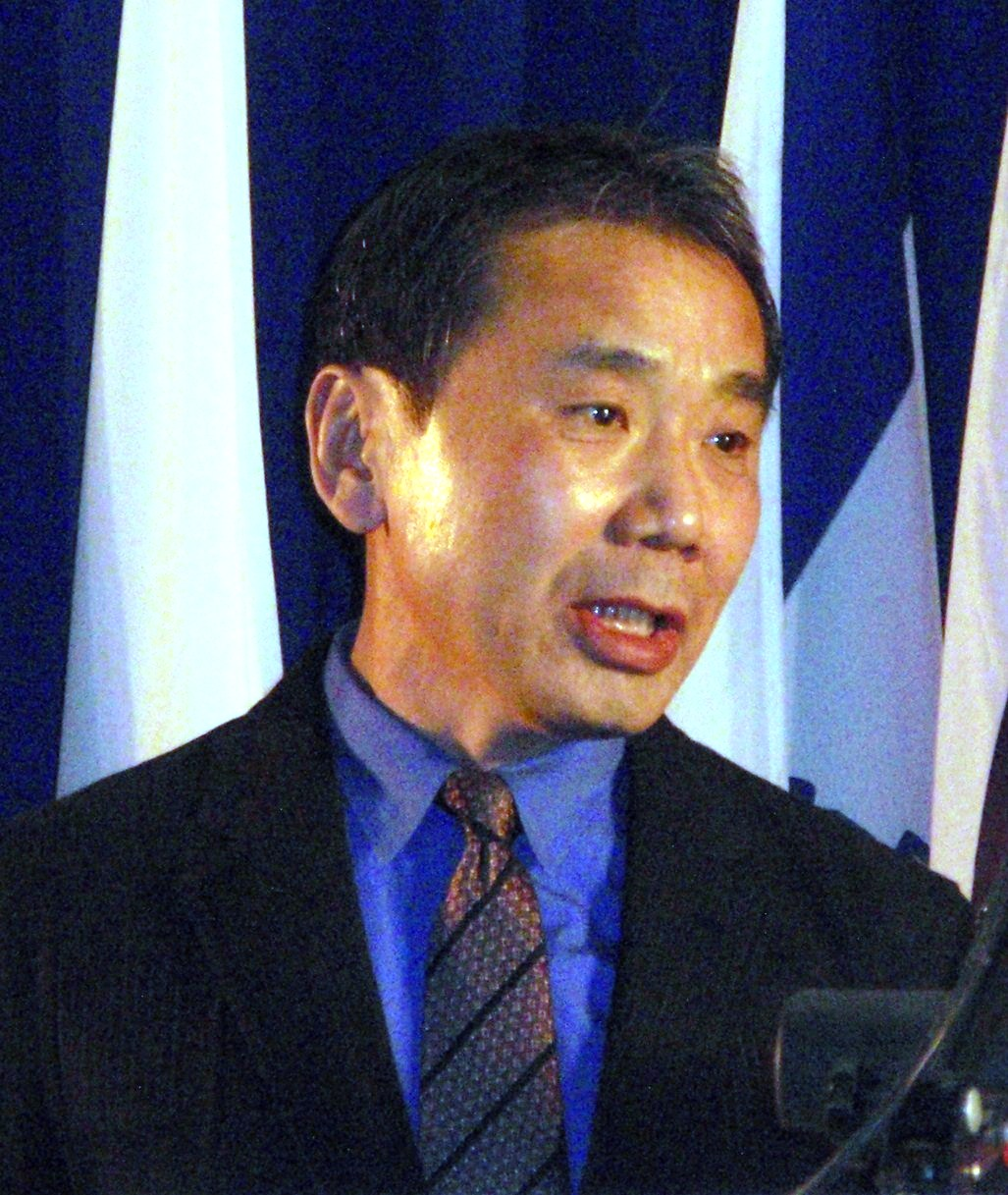
村上春樹

平成時代（1989年/昭和64年＝平成元年 - 2019年/平成31年＝令和元年）に入る頃には、戦後派小説家は半ば世を去り、第三の新人も創作の最盛期を過ぎており、文学界は各世代が入り混じり、特定の文芸思潮によっては統括できない状況になった。「純文学の危機」が叫ばれる中、商業主義と作家の芸術性の両立がいよいよ困難になり、文学は文化の枢要の地位を失いつつあった。
詩人として出発した池澤夏樹は『スティル・ライフ』（1987年/昭和62年）で芥川賞を受賞し、神話的手法を使った『マシアス・ギリの失脚』（1993年/平成5年）で高く評価された。1981年/昭和56年に『極楽』で群像新人文学賞を受賞しデビューした笙野頼子が『タイムスリップ・コンビナート』（1994年/平成6年）で芥川賞を受賞。以後、フェミニズムを軸にポストモダン文学を開拓していった。ドイツ在住の多和田葉子が『犬婿入り』（1992年/平成4年）で芥川賞を受賞した。多和田はドイツ語でも作品を発表し、日本語との間に新たな関係性を見出しつつ作品を発表し続けた。
他に、この時期に注目を集めた作家として、『親指Pの修行時代』（1993年/平成5年）の松浦理英子、長い沈黙を経て『鹽壺の匙』（1992年/平成4年）や『赤目四十八瀧心中未遂』（1998年/平成10年）などの私小説で一躍高い評価を受けた車谷長吉、同じく私小説作家の佐伯一麦、童話作家として出発し『きらきらひかる』（1991年/平成3年）などで若い女性からの人気を集めた江國香織、『海峡の光』（1997年/平成9年）で芥川賞を受賞し、ロックバンドECHOESのボーカルという経歴も話題を呼んだ辻仁成、劇作家として注目された後、家族の解体と再生をテーマに『フルハウス』（1996年/平成8年）『家族シネマ』（1997年/平成9年）などの小説を書いた柳美里、アメリカ出身で『星条旗の聞こえない部屋』（1992年/平成4年）を書いたリービ英雄、さらに、村田喜代子、辻原登、小川洋子、保坂和志、奥泉光などが挙げられる。
大衆文学出身の作家としては、この時期、宮部みゆきが『火車』（1992年/平成4年）をきっかけに一躍ベストセラー作家の仲間入りを果たし、ミステリーから時代物、ファンタジーまで幅広く手がけた。浅田次郎も登場し、『鉄道員』（1997年/平成9年）は映画化されて大ベストセラーとなった。既に作詞家として地位を築き、作家としてもデビューしていた伊集院静はこの頃『受け月』（1992年/平成4年）や『機関車先生』（1994年/平成6年）などの代表作を発表した。

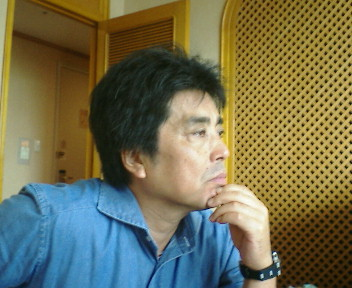
村上龍

この時期、ベテラン勢も健筆ぶりを示し、井上靖『孔子』（1989年/昭和64年＝平成元年）、筒井康隆『文学部唯野教授』（1990年/平成2年）、河野多恵子『みいら採り猟奇譚』（1990年/平成2年）、開高健『珠玉』（1990年/平成2年）、丸谷才一『女ざかり』（1992年/平成4年）、遠藤周作『深い河』（1993年/平成5年）などが話題となった。山崎豊子『大地の子』（1987年/昭和62年 - 1991年/平成3年）や宮尾登美子『藏』（1993年/平成5年）などは幅広い読者の支持を集めた。さらに、実業家としての第一線を退いた辻井喬が執筆活動を活発化し、『虹の岬』（1994年/平成6年）などを発表した。中上健次は『軽蔑』（1992年/平成4年）を発表、彼の文学の系譜がいよいよ鮮やかになったが、同年死去。その前後に、大岡昇平、井上靖、安部公房、井伏鱒二、遠藤周作など世界的な作家が死去した。
1994年/平成6年、大江健三郎が日本人として2人目となるノーベル文学賞を受賞した。『燃えあがる緑の木』（1995年/平成7年）を「最後の小説」としたものの、『宙返り』（1999年/平成11年）で小説創作を再開した。村上春樹は三部からなる大作『ねじまき鳥クロニクル』（1992年/平成4年） - 1995年/平成7年）を発表しベストセラーとなった。また、村上龍は、『五分後の世界』（1994年/平成6年）、『イン ザ・ミソスープ』（1997年/平成9年）など旺盛に作品を発表した。島田雅彦は『彼岸先生』（1992年/平成4年）、『忘れられた帝国』（1995年/平成7年）で、山田詠美は『トラッシュ』（1991年/平成3年）、『アニマル・ロジック』（1996年/平成8年）で、それぞれ小説家としての地位を確立した。

#### 平成時代中期の文学

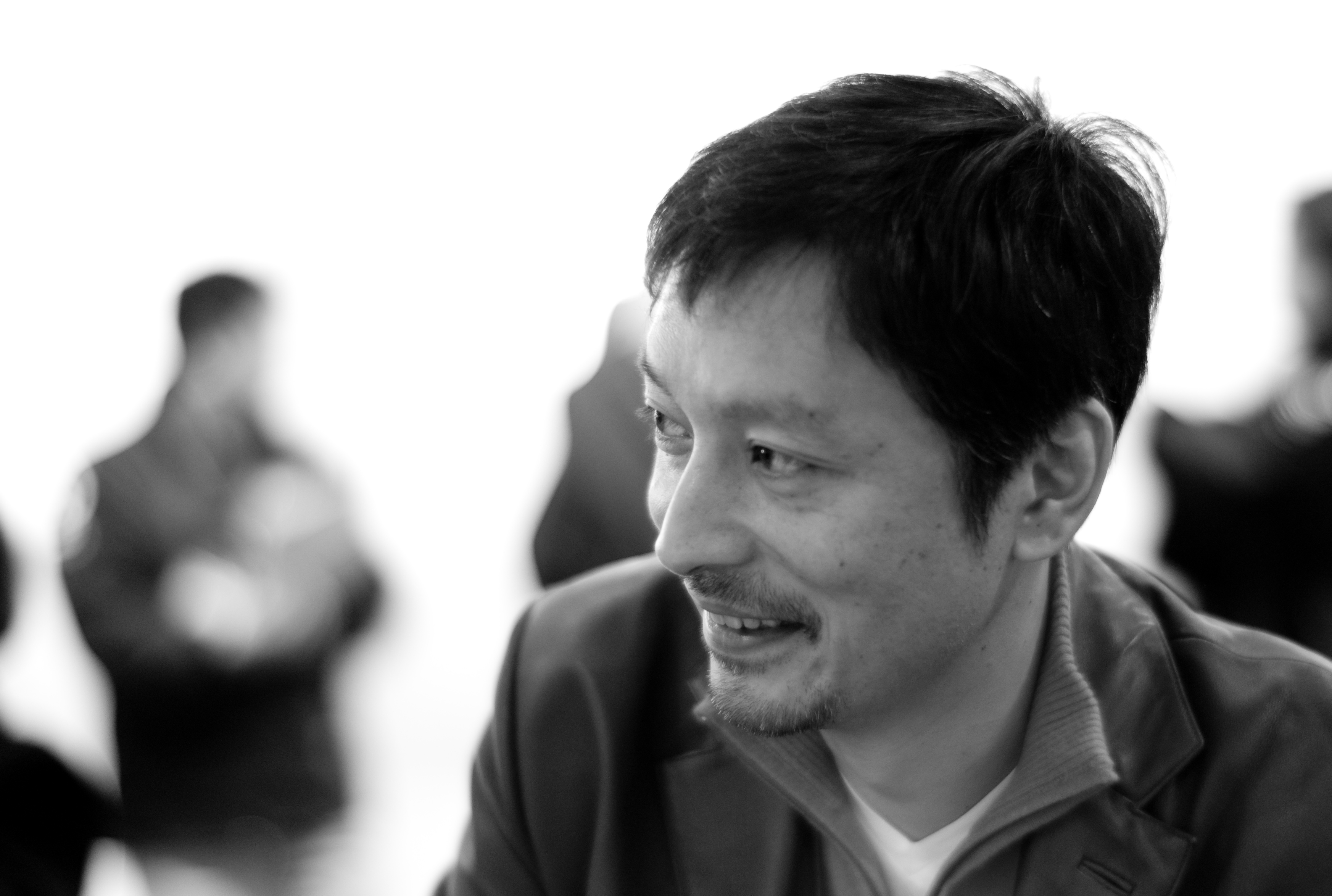
島田雅彦

1990年代後期から純文学の商品化が進み、多くの新鋭の小説家がポピュラー音楽や映画など大衆文化との接点を強調して売り出された。J-POPという音楽に応じて雑誌「文藝」が阿部和重、町田康、星野智幸、吉田修一ら1990年代に登場した作家を広くJ文学と名付けたが、大きな反響はなく、その名称は定着しなかった。
1998年/平成10年、津島佑子は自身の文学的主題の集大成として『火の山－山猿記』を完成させた。1999年/平成11年『日蝕』で芥川賞を受賞した平野啓一郎は、現代ではあまり使われない漢語を多用した擬古文体を使用し、京都大学の現役学生であった事からマスコミに多く登場した。『蛇を踏む』で芥川賞を受賞した川上弘美は、2001年/平成13年『センセイの鞄』を発表し、広く受け入れられた。同年、高橋源一郎の『日本文学盛衰史』、2002年/平成14年に村上春樹の『海辺のカフカ』、2003年/平成15年に阿部和重の『シンセミア』、2005年/平成17年には村上龍の『半島を出よ』、町田康の『告白』といった大作が発表された。また、島田雅彦は、『無限カノン』3部作を発表した。

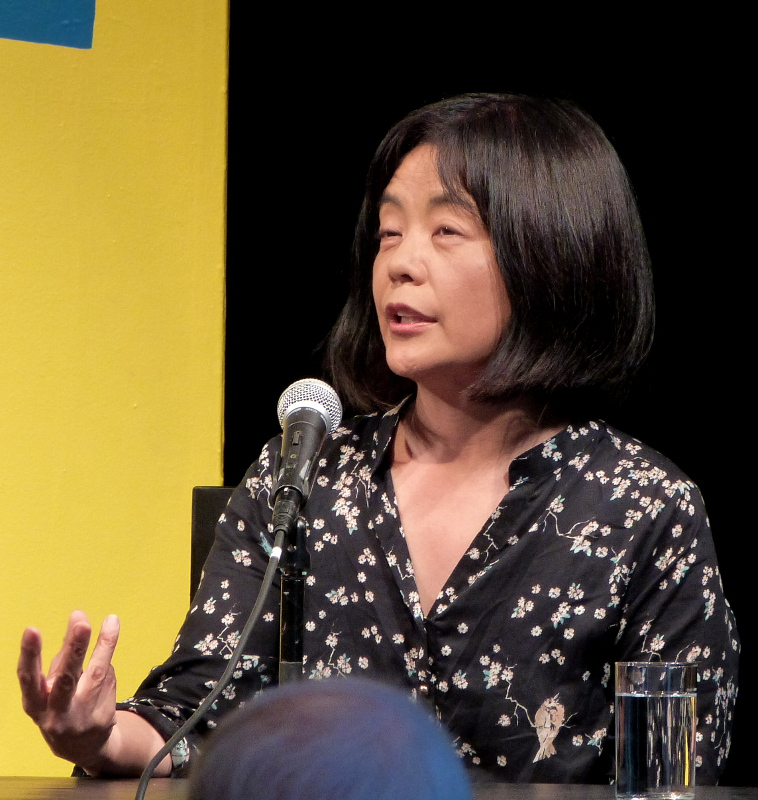
多和田葉子

2000年代に入ったあたりから文学賞の低年齢化が話題を呼び、2004年/平成16年に最年少で第130回芥川賞を受賞した綿矢りさや金原ひとみなど、10代でデビューした若い作家の活躍がみられた。またこの時期には辻原登が19世紀のヨーロッパ小説の伝統を受け継いだ作品を、堀江敏幸は随筆と小説の境界を無効化するような作品を発表した。国際的に名を知られた大江健三郎は、『「おかしな二人組」三部作』と総称される、『取り替え子』（2000年/平成12年）、『憂い顔の童子』（2002年/平成14年）、『さようなら、私の本よ!』（2005年/平成17年）を発表した。
また新しい文学賞として2004年に本屋大賞が開始され、新しいヒット作を次々と生み出した。
この時期には、海外で日本文学の翻訳が盛んになり､一部の作家は同時代の海外文学に強い影響を与えるようにもなった。翻訳された村上春樹の作品が多くの国でベストセラーとなり、村上は世界的に最も影響力のある小説家の一人となった。多和田葉子は日本語とドイツ語の両方で創作を続け、その作品は国境を越えて高く評価された。小川洋子も『博士の愛した数式』（2003年/平成15年）などの作品で世界的に名を知られた。日本国内では、リービ英雄や楊逸のような、日本語を母語としない、日本語で創作する小説家が高い評価を得た。一方で海外文学の翻訳本は売れなくなり、低迷の時代となる。
2007年/平成19年には川上未映子、円城塔、磯崎憲一郎、諏訪哲史らが相次いでデビューした。

#### 平成時代後期の文学

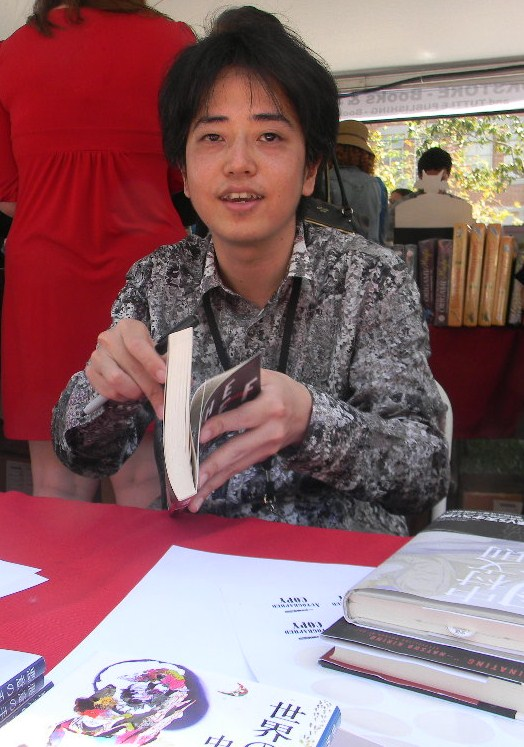
中村文則

2008年/平成20年、平野啓一郎は『決壊』を発表し、インターネット時代の人と人との繋がりの危うさを作品化した。『乳と卵』（2008年/平成20年）で芥川賞を受賞した川上未映子が2009年/平成21年にいじめ問題を描いた『ヘヴン』を発表した。
ノーベル文学賞の有力候補と毎年報じられるようになった村上春樹が2009年/平成21年から『1Q84』を発表し、その年の文芸書の最多売り上げを記録した。この時期、大江健三郎は大江健三郎賞を創設し、長嶋有、中村文則、星野智幸ら新鋭の小説家を海外に紹介することに尽力した。また、吉田修一、長嶋有、絲山秋子らの作品が映画化され、特に吉田の『悪人』は人気を博した。出版不況と言われる中、純文学の商業的低迷は続き、村上龍や町田康、西村賢太など純文学以外に活躍の場を持つ小説家が目立った。他方、村上春樹や小川洋子、川上弘美らの作品は商業的に成功をおさめた。
平成時代は社会においても書店においてもナショナリズムが高まった。司馬遼太郎の司馬史観から派生した自由主義史観が広まり、石原慎太郎が東京都知事となった。平成後半には『永遠の0』の百田尚樹が話題を集め、平成末期にSNSも駆使して知名度を上げ、後に政治家に転向する。

#### 平成時代の詩歌俳句および演劇

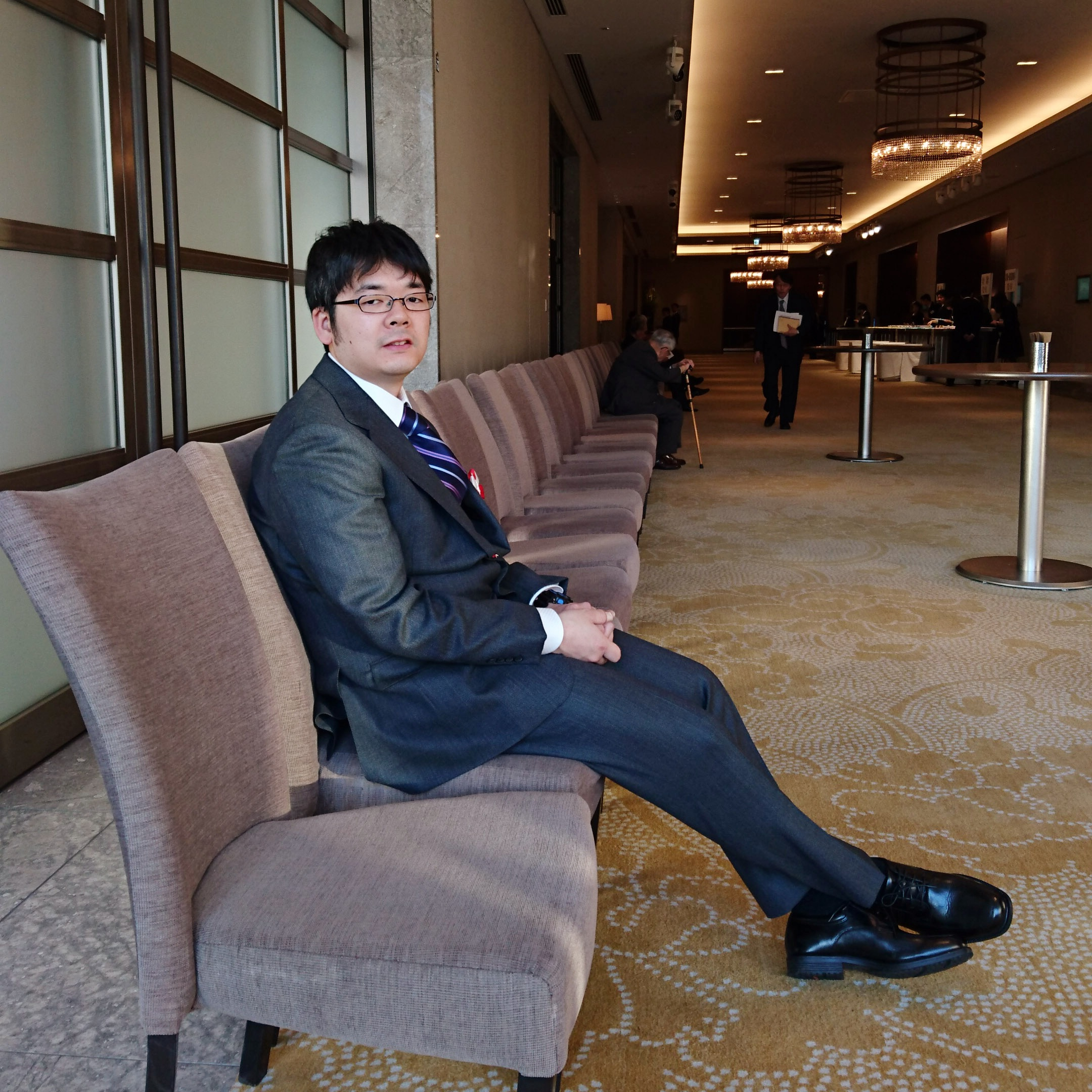
萩原慎一郎

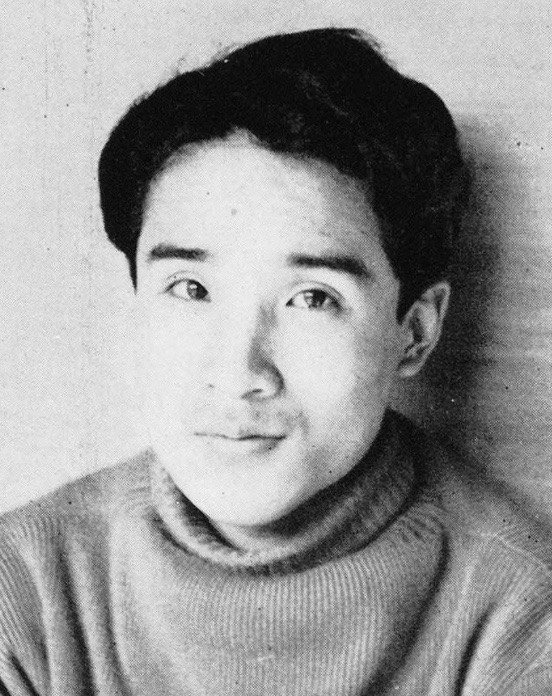
谷川俊太郎

昭和末期から、現代詩の読者の減少が著しくなった。そのような危機的な状況下で、谷川俊太郎、大岡信、高橋睦郎、入沢康夫、辻井喬、辻征夫、吉増剛造、荒川洋治、伊藤比呂美らが作品を発表し続けた。
短歌は、俵万智、枡野浩一、穂村弘らのライト感覚の口語短歌がマスメディアでたびたび脚光を浴びたが、短歌界は旧態依然とした文語和歌が主流で、短歌全体の盛り上がりにはあまり結びつかなかった。しかし、平成時代後期にかけて萩原慎一郎による短歌が脚光を浴び、映画化にも発展するなど短歌ブームが巻き起こされた。俳句は、有力な新しい才能が現れなくなり、文学の領域から消失しかねないほどに衰退した。1998年から俳句甲子園が開催され、神野紗希や佐藤文香などを輩出した。高校生の俳句人口が増加したことにより俳壇の若年化が進んだ。夏井いつきが査定員を務めるバラエティ番組プレバト!!の俳句コーナーが人気を集め、様々な世代で俳句人口が増加している。
演劇では、井上ひさし、別役実、唐十郎、つかこうへい、野田秀樹、鴻上尚史らの活躍が目立った。宮藤官九郎など平成に入ってから現れた才能も注目を集め、ジャンルを超えた活躍を見せた。

## 大衆文学・エンターテイメント小説
芸術表現を重視するとされる「文学」（これを特に純文学ともいい、主に小説を指す）とは別に、娯楽を目的とする小説の流れが一貫して存在してきた。大衆小説（大衆文学）と言われる、商業的な小説である。従来の講談や読本の流れをくむ時代小説や伝奇小説、欧米から導入された探偵小説や科学小説、また官能小説などのジャンルを含む。
第二次世界大戦までは、純文学と大衆小説は、比較的はっきり区分されていた。しかし、第二次世界大戦後は、中間小説と言われる、純文学の体裁に大衆小説の娯楽性を大幅に導入した小説が生まれた。現在は大衆小説家を名乗る小説家は少なくなり、大衆小説にあたる小説は「エンターテイメント」などと呼ばれ、ミステリ、冒険小説（アクション小説と呼ばれることも)、恋愛小説、ファンタジー小説、ホラー小説、ノンフィクション小説、歴史小説、経済小説などのジャンルに細分化されている（それゆえ「ジャンル小説」の呼称がエンターテイメント小説の別名のように使われることがある）。また、大衆小説自体が純文学に影響を与えており、双方の作品を発表する小説家がある。大衆小説から純文学へ移行する作家もいる。現在では純文学、大衆文学の境界はきわめてあいまいであるものの、「純文学」という枠組みは、商業性よりも芸術性・形式に重きを置いた小説として、今でも残っている。今のところ、実態としては純文学・大衆文学の区別はその作品の掲載誌によって行うことがもっとも一般的である。
文学研究以外の「社会言語」を扱う広告研究では、徳富蘇峰、夏目漱石、芥川龍之介、志賀直哉、和辻哲郎、武田麟太郎といった多くの作家の作品中に、現在とは違った意味の「広告」という言葉が散見されることを指摘し、純文学と大衆小説に限らず、社会と作品の相互依存を示している。

## ライトノベル、メディアミックス、ハイパーテキスト
1980年/昭和55年）前後から、日本の漫画風の表現手法を大幅に取り入れ、10代の青少年に購買層を絞ったエンターテイメント小説が登場した。当初「ジュブナイル」「ヤングアダルト」「ジュニアノベル」などと呼ばれたこのような小説ジャンルは、1990年代後半にはライトノベル(和製英語、通称ラノベ)と呼ばれるのが一般的になった。ライトノベル専門のレーベルから刊行され、漫画風のイラストが表紙になり、挿絵となっているのが特徴である。また1980年代以降の少女小説も同様の特徴を持ち、1990年代以降は「少女向けライトノベル」としてこのジャンルに組み込まれた。
1980年代に、赤川次郎、新井素子、夢枕獏、菊地秀行、田中芳樹、栗本薫、氷室冴子、久美沙織、高千穂遙などの作家が、読者対象を中高生に絞った娯楽小説作品を発表し人気を博した。
1990年代には水野良、神坂一、上遠野浩平などが登場し、小説を原作にアニメ化・ゲーム化など他メディアに展開、メディアミックスの一翼を担った。
明治後半以降の日本では、時代劇のようなパターン化されたエンタメ作品と「文学」は同時並行で生まれていたが、新聞や雑誌などの活字メディアでは「文学」中心であった。それがインターネット時代になり、エンタメ作品の存在が可視化された。批評家の東浩紀は「九〇年代を代表する物語は、『ファイナルファンタジー』であり『エヴァンゲリオン』であり京極夏彦であり……ってことですね。決して純文学ではない」、宇野常寛は「今の日本では純文学やアートのほうが、その在り方が何パターンかに固定化されてしまっていて、商業主義的なフィールドのほうに異質なもの、多様なものがあふれている」と述べている。
現在は一般文芸で活躍する乙一や冲方丁はライトノベル出身、唯川恵、山本文緒、角田光代などは少女小説出身であり、有川浩や桜庭一樹の一部作品など、ライトノベルとして出版されたものを一般文芸として再刊行する例もある。
また、特に2000年代後半から、インターネットや携帯電話の普及によりテクストの形態が急激に変化し、ハイパーテキストを多くの人々が享受する様になったため、文学は新しい展開を見せ始めた。同時に、従来の本を巡る市場は縮小し、文学のありかたに変化の兆しが見られる。